# Дороті Дін
Дороті Дін (англ. Dorothy Dene) — сценічний псевдонім, під яким стала широковідомою Ада Еліс Пуллен (англ. Ada Alice Pullen, 11 квітня 1859, Ламбет, Лондон — 27 січня (або 27 грудня) 1899, Західний Кенсінгтон, Лондон) — британська натурниця, котра позувала багатьом художникам і великим діячам фотомистецтва[⇨], також знана як акторка драматичного театру[⇨]. В юності позувала Фредерікові Лейтону[⇨], Едвардові Берн-Джонсу, Луїзі Старр Канціані, Джорджеві Фредеріку Воттсу, Джонові Еверетту Мілле, Валентинові Принсепу, Гербертові Густаву Шмальцу, Генрі Голідею[⇨]. Тривалий час її пов'язували близькі стосунки з великим художником-академістом Фредеріком Лейтоном. За припущенням мистецтвознавців, Дороті Дін могла слугувати прототипом для Елізи Дулітл — персонажки п'єси Джорджа Бернарда Шоу «Пігмаліон»[⇨]. Кураторка Державної художньої колекції Великої Британії Філіппа Мартін назвала Дороті володаркою унікального статусу єдиної популярної «оголеної моделі вікторіанської знаменитості».
Доля Дороті Дін привернула увагу ряду великих видань, їй присвячено великий розділ у британському довіднику біографій моделей, виданому в 2001 році. Взаєминам натурниці з британським художником-академістом Фредеріком Лейтоном присвячені значні розділи в його біографіях. Дороті Дін стала головною героїнею роману нідерландської письменниці Анни А. Рос «Сурогат», що вийшов у видавництві Studio WoordenStorm у 2018 році[⇨]. 2019 року вийшла книга ізраїльських журналістів Ейлат Негев і Єгуди Корена «Палаюча Дін», присвячена акторці і моделі; автори представили книжку на Оксфордському літературному фестивалі. Вона розповідає про стосунки Фредеріка Лейтона і його моделі, погляди митця на шлюб і його гадану сексуальну орієнтацію, а також про смерть акторки за неясних обставин.

## Біографія
Довгий час вважалося, що Ада Еліс Пуллен народилася в районі Нью-Кросс у Лондоні 11 квітня 1859 року в багатодітній сім'ї[./Дороті_Дін#cite_note-FOOTNOTEOrmond,_Ormond1975134-5 [4]]. За іншою версією, місцем її народження був столичний район Клепем. Член Клепемського краєзнавчого товариства Девід Перкін уточнив місце її народження за архівними документами і визначив, що це лондонське боро Ламбет. Ада Еліс походила з «робітничої родини» (англ. working-class family) — вона була другою з десяти дітей інженера (за іншою версією, механіка) Авраама Пуллена і його дружини Сари, до шлюбу Ігл. Перкін встановив, що Сара Ігл приїхала в Південний Лондон з невеликого міста Дарем на північному сході Англії й оселилася в сім'ї робітничого походження (батько-столяр з двома синами, котрі вже отримали інженерну освіту) з перспективою вступу в вигідний шлюб. Сім'я її майбутнього чоловіка була досить забезпеченою і, за мірками свого часу, респектабельною. Після вступу в шлюб Авраам і Сара Пуллени кілька разів переїжджали в межах Ламбета через швидке розширення сім'ї. Поруч знаходився вікторіанський, побудований в 1850-х роках в стилі неоготики, храм, а при ньому нова національна школа, створена англіканською церквою, де, імовірно, отримували освіту діти Пулленів.
Автори книги про Дороті Дін Ейлат Негев і Єгуда Корен підкреслювали, що Дін ніколи не була «лише м'ятим капустяним листком» (в п'єсі: англ. «Oh, I'm only a squashed cabbage leaf»), як описав свою Елізу Джордж Бернард Шоу. Цю думку про свою героїню вони вважають помилкою. Її батьків вони описують як «геніального» інженера, майстра парових двигунів, і «надзвичайно інтелектуальну» колишню покоївку. Батьки багато уваги приділяли освіті доньки й заохочували її інтерес до мистецтва (включаючи завчання творів Вільяма Шекспіра напам'ять).
Щасливе дитинство закінчилося, коли в 1876 році батько втратив роботу. З мемуарів Емілі Ізабель Баррінгтон відомо, що після цього в сім'ї Пулленів склалася критична ситуація. 1877 року народилася десята дитина, Семюел, але матір серйозно пошкодила хребет і стала безпорадною. У тому ж році її дочка Дороті, якій було 8 років, померла від кору. 1878 року батько був оголошений банкрутом, покинув сім'ю і більше ніколи в неї не повернувся. Мати і її дев'ятеро дітей віком від 1 до 20 років опинилися в тісній квартирці в Детфорді. 1881 року мати померла. Один з її синів — Генрі, якому тоді виповнилося б 19 років, — більше не згадується в документах.

### Натурниця й акторка
Коли батько покинув сім'ю, а мати серйозно захворіла, Ада Еліс стала працювати натурницею для студійного кооперативу в престижному адміністративному окрузі Лондона — Кенсінгтоні. Це залишало вільний час, щоб доглядати за молодшими братами і сестрами, і приносило достатні гроші, щоб допомагати старшому братові Томасу утримувати молодших дітей. Негев і Корен стверджують, що двоє старших братів дівчини вже мали дипломи інженерів і працювали за фахом. Під час перепису 1881 року Ада записала, що вивчає образотворче мистецтво, але, за припущенням Перкіна, вона лише вчилася змішувати фарби і вивчала основи перспективи в процесі роботи моделлю. Мемуаристка Емілі Баррінгтон описувала її в своїх спогадах про Лейтона як «юну дівчину з прекрасним білим обличчям, одягнену в глибокий чорний колір». Сучасниця моделі Генрієтта Коркран відзначала її «красиві карі очі з довгими вигнутими віями, витончено виточені риси обличчя і вінець зі світло-золотистого волосся». У Театральному музеї в Лондоні знаходяться кілька її ранніх фотографій, на яких Ада Еліс соромливо дивиться крізь вії (в сучасній Англії такий погляд називають «поглядом принцеси Діани»). Австралійська газета пізніше із захопленням описувала зовнішність натурниці:
Міс Дені — настільки ідеальний тип грецької краси, який тільки можна знайти сьогодні. Кожна лінія її обличчя й фігури є максимально класичною. Її зріст радше вищий за середній, у неї довгі, гнучкі кінцівки та вишукано сформований бюст. Її волосся кучеряве і золотисте, а осяйні очі мають відтінок фіалки. На додачу до всіх цих чарів вона володіє, подейкують, шкірою найкрасивішого кольору серед усіх жінок Європи.Оригінальний текст (англ.)
Miss Dene is as perfect a type of Greek beauty as can be found at the present day. Every line of her face and figure is classical in the highest degree. She is rather above the average in height, has long, lithe limbs, and an exquisitely moulded bust. Her hair is curly and golden, and her lustrous eyes have the hue of violets. In addition to all these charms she is said to possess the most beautiful complexion of any woman in Europe.— A Master's Ideal. The Inquirer and Commercial News, 4 червня 1897, с. 14
Детальний опис зовнішності Дороті Дін залишила у своїх спогадах про Джорджа Фредеріка Воттса Емілі Баррінгтон, яка сама використовувала її як натурницю для власних етюдів:
Що ж до Дороті Дін, то я працювала з нею деякий час до того, як Воттс почав писати з неї. Її колір був дуже винятковим, і я марно намагалася правдиво його передати. Хмарна блідість, з нотою десь милого рожевого, як мушля, але такою легкою нотою, що було дуже складно локалізувати його на дуже рівномірній гладкій текстурі поверхні. Він проглядався з-під шкіри, подібно до того, як лежить колір під гладенькою поверхнею всередині мушлі. Лейтон, який так багато працював із цією моделлю і який першим попросив мене дати їй місце, добре знав, що йому так ніколи й не вдалося отримати саме ці фактуру та колір. Він отримав багато іншого від Дороті Дін у сенсі драматичної експресії та жестів, і переважно він працював із нею заради цих якостей, але що стосувалося подоби, то він завжди стверджував, що ніколи не був задоволеним своєю роботою. Жодна інша модель не була для нього настільки дражливо складною для малювання.Оригінальний текст (англ.)
In the case of Dorothy Dene, I had worked from her some time before Watts painted from her. Her colour was very exceptional, and I had in vain tried to suggest it truly. A clouded pallor, with a hint somewhere of a lovely shell-like pink, but such a mere hint, it was difficult to localise it in the very even smooth texture of the surface. It seemed under the skin, as colour lies under the smooth surface of the inside of a shell. Leighton, who worked so much from this model, and who in the first place had asked me to give her sittings, knew well that he never succeeded in getting this particular texture and colour. He got much else from Dorothy Dene in the way of dramatic expression and gesture, and for these qualities he mainly worked from her, but, as far as likeness went, he always maintained that he had failed to satisfy himself. No other model had he found so tantalisingly difficult to paint from.— Емілі Ізабель Баррінгтон. Дж. Ф. Воттс: Спогади
Під час одного з сеансів Ада Еліс Пуллен познайомилася з художником Фредеріком Лейтоном, котрий на той час уже став президентом Королівської академії мистецтв, офіцером Ордена Почесного легіону і лицарем-бакалавром. Їхня зустріч сталася взимку 1879 року в розкішній студії художника, розташованій в Кенсінгтоні, в районі Голланд-Парк. Лейтону було 48 років, а його натурниці — 20. Дівчину знайшла Емілі Ізабель Баррінгтон, сусідка і біографка Лейтона, яка побачила Аду Еліс Пуллен, коли та входила в студію художниці Луїзи Старр Канціані якраз навпроти будинку Лейтона. Емілі Баррінгтон описала юну модель як «візію краси» (англ. a vision of beauty), і за її рекомендацією Лейтон запросив дівчину позувати. Стосунки митця і його натурниці швидко переросли в тісну особисту дружбу і тривале творче співробітництво. На думку британського дослідника історії театру, їхні відносини були засновані з боку Лейтона — на батьківському бажання «захистити і направити юну протеже», а з боку дівчини — «на глибокій прихильності, повазі та подяці». Лейтон допоміг дівчині вивчити акторську майстерність і почати сценічну кар'єру, саме він придумав для неї псевдонім Дороті Дін. За версією біографів Лейтона Леоне і Роберти Ормондів, Ада Еліс Пуллан сама вибрала собі ім'я Дороті на честь рано померлої сестри.
Акторська кар'єра Дороті пішла на спад з середини 1890-х років. Дороті Дін захворіла перитонітом в 1898 році і померла від нього 27 січня 1899 року у спальні власної квартири в престижному лондонському районі Авонмор-Гарденс. Лондонська газета «Ера» писала про смерть моделі в ці дні: «Її дуже любили, і за нею сумуватимуть усі, хто її знав». Дороті похована на кладовищі Кенсал-Грін.

## Театральна кар'єра

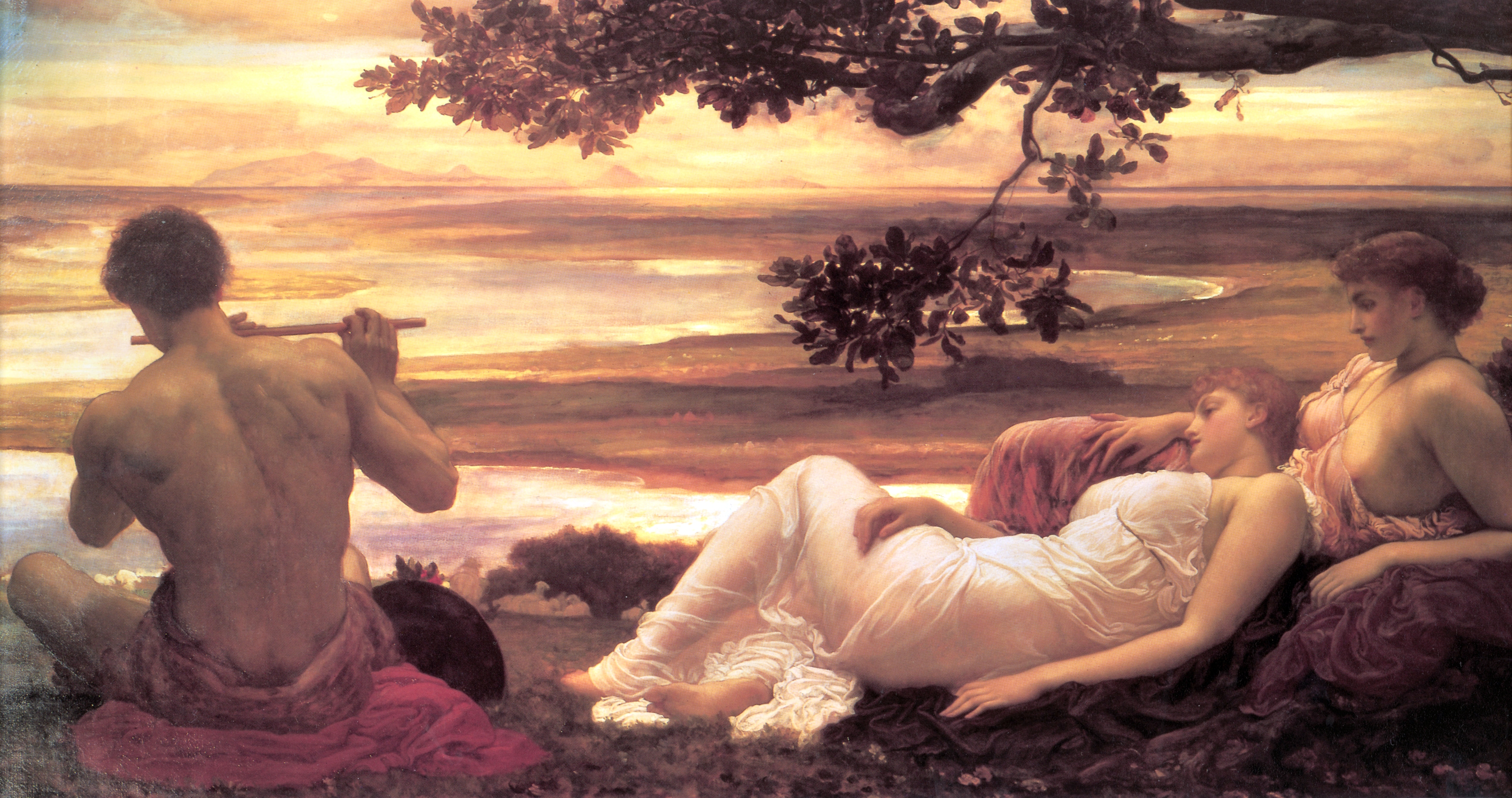
Фредерік Лейтон. Ідилія, 1880—1881

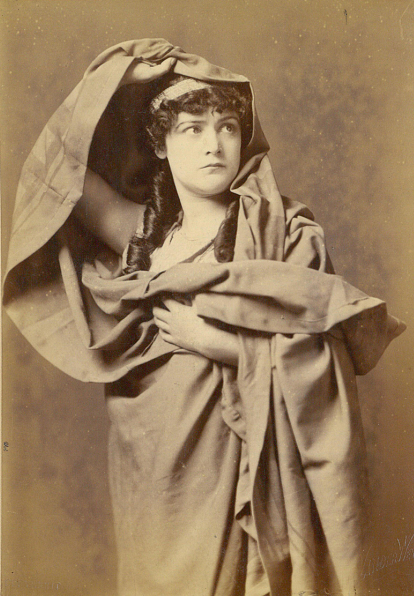
Генрі ван дер Вейде. Дороті Дін в ролі Кассандри, 1886

Ада Еліс Пуллен зізнавалася, що готувалася до театральної кар'єри з раннього віку й розраховувала на допомогу Лейтона. Кураторка Державної художньої колекції Великої Британії (GAC) Філіппа Мартін вважала, що натурниця остаточно вирішила присвятити себе театру, коли позувала для картини Лейтона «Ідилія» (англ. «Idyll», 1880—1881, полотно, олія, 104,1 × 212,1 см, приватна колекція в США; Ада Еліс зображена на передньому плані) разом з театральною акторкою-початківицею Ліллі Ленгтрі — в майбутньому світською левицею, що одержала широку популярність не тільки ролями на сцені, але й любовними історіями з британськими аристократами. Мартін припускала, що і свій псевдонім Пуллан сконструювала за зразком Ліллі.
Первісна реакція художника не була обнадійливою: Лейтон пояснив дівчині, що у неї сильний акцент кокні, неприйнятний для акторки. Тим не менше Лейтон допоміг дівчині опанувати акторську майстерність, набути правильної вимови і почати сценічну кар'єру: він придумав для неї сценічний псевдонім Дороті Дін і організував заняття у місіс Даллас Джин і місіс Чіппендейл, завдяки яким вона освоїла техніку акторської гри. Латиноамериканський мистецтвознавець Перес д'Орс стверджував, що ранні зображення Лейтоном Ади Еліс вже віщували її майбутні театральні ролі, які в результаті зробили Дороті знаменитою. Філіппа Мартін писала, що до повернення Дін з гастролей по провінції в червні 1885 року, Лейтон спеціально закінчив «Безтурботне блукання в трансі тверезої думки» (англ. «Serenely Wandering in a Trance of Sober Thought», 1885, місцезнаходження невідоме) і представив цю картину в Королівській академії, щоб допомогти кар'єрі своєї натурниці. На серії фотографій, які отримали тоді широке поширення, Дін поставала в тих же капелюсі і сукні, що й на картині. Коли один журналіст повідомив, що моделлю для полотна була нібито якась «міс Андерсон», Лейтон написав у газету лист із спростуванням.

### Дебют на театральній сцені
Дороті Дін дебютувала в лютому 1884 року в лондонському Олімпійському театрі у постановці «Школи лихослів'я» Річарда Брінслі Шерідана. За версією Девіда Перкіна, її дебют на лондонській сцені відбувся в Театрі принца Уельського 22 червня 1885 року, де вона з'явилася в постановці костюмної п'єси Теодора де Банвіля «Грегуар» в ролі Луїзи. Лейтон був з друзями в залі під час вистави і записав наступного дня: «Бідолашна Дороті була паралізована вчора страхом, але я сподіваюся, що розумні люди врахували це». Потім були успішні гастролі провінцією, під час яких акторка писала Лейтону: «Не бійтеся, що я дозволю всім цим похвалам запаморочити мені голову… Якщо я і стану кимось у майбутньому, то всім найкращим я завдячую Вам».

### Акторська кар'єра в середині 80-х— 90-тих
У 1886 році Дороті Дін домоглася визнання на лондонській сцені в ролі Кассандри в постановці трагедії Есхіла в новому перекладі професора Вейра. Тільки її газета The Daily Telegraph від 14 травня 1886 року відзначила в огляді спектаклю, який британська критика піддала різкій критиці. Під час вистави щасливий від її успіху «всюдисущий сер Фредерік Лейтон сяяв, наче геній класицизму, що підноситься над всіма», — зазначав кореспондент. Газети писали: «Молода леді… не була ані найменшою мірою збентежена, окрім того, в єдиній своїй декламаційній сцені вона показала, що володіє значним драматичним талантом», «Вона вклала життя і силу в полонянку-пророчицю, відкинувши убік сучасну манеру [акторської гри], і показала нам трагедію, як слід чинити, і поезію, як слід говорити. Захоплена публіка, звільнена з ув'язнення [нудної вистави], спалахнула, як школярі… Міс Дороті Дін наелектризувала її своїм драматичним пророцтвом».
Успішний виступ дозволив Дороті закріпити за собою ролі у виставах «Школа лихослів'я» Річарда Брінслі Шерідана та «Благородний бродяга» Генрі Артура Джонса. Вона також грала в п'єсах Вільяма Шекспіра та Оскара Вайлда. 1890 року Дороті Дін навіть виступила у театрі «Глобус» в шекспірівському «Сні в літню ніч» у ролі Гелени. Розраховуючи на виконання сестрами Дін, мистецтвознавець Джеймс Блер написав одноактну комедію «Шістнадцять — не межа», яку поставили в 1892 році. Під час перепису 1891 року Дороті Дін вказала своїм родом занять професію акторки, так само зробила і її сестра Гетті. Дві інші сестри, які були моделями, вказали себе як дівчат без занять. Газета Los Angeles Herald у некролозі Дороті Дін згадувала успішні гастролі акторки в США в 1892 (у вересні цього року Дін встигла виступити в Нью-Йорку тільки в трьох постановках, після чого змушена була перервати гастролі через поганий стан здоров'я) і 1893 роках (австралійська газета, навпаки, повідомляла про дуже скромний успіх цих гастролей).
Лейтон всіляко (у тому числі фінансово) підтримував акторську кар'єру Дороті Дін, хвалив її виступи, спонукав друзів відвідувати її вистави і лобіював драматургів і продюсерів, які надавали їй ролі. Тим не менше, попри його вплив і підтримку, Дороті Дін була лише помірно успішною як акторка, її кар'єра завершилася менш ніж через десятиліття після початку. Емілі Баррінгтон, котра добре знала Дін, писала: «На жаль, Дороті, попри драматичний дар, завзятість і інтелект, бракувало чарівності на сцені». Лейтон жартома називав її «маленька дзиґа» або, коли вона носила великий капелюх, то «гриб».
Іншу думку про кар'єру Дін висловила американська газета Los Angeles Herald: «На момент смерті вона вважалася однією з найпопулярніших акторок в Англії».

## Особисте життя

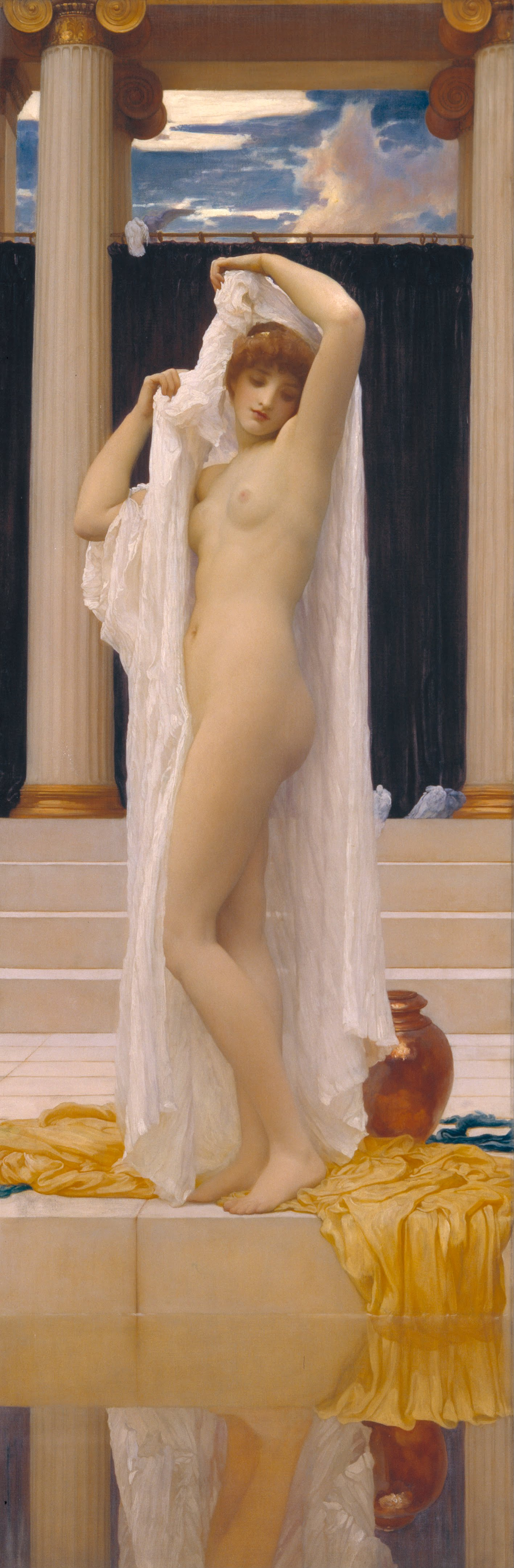
Купання Психеї, до 1890, Британська галерея Тейт

Відмінності у віці, соціальному статусі між Лейтоном і його моделлю, їхня тісна співпраця і дружба викликали у сучасників художника припущення про інтимніший характер їх відносин. Лейтон, однак, за словами автора біографічного нарису в словнику-довіднику натурниць, категорично заперечував чутки про якісь плотські зв'язки з Дороті. Тієї ж точки зору дотримується Керен Гаммершлаг, авторка монографії про художника, що вийшла в 2015 році: цитуючи самого Лейтона, вона пише, що в сестрах Пуллен він знаходив лише «розраду». На її думку, немає жодних документальних доказів того, що вони були коханцями. Навпаки, авторка статті в британській газеті стверджувала, що "Лейтон, безсумнівно, відкрито з'являвся в компанії Дін і всіляко підтримував її, а коли почали поширюватися чутки про їх зв'язок, то, хоча Лейтон сам публічно не заперечував звинувачення, але приблизно в цей же час він писав своїм сестрам і просив їх «спростувати ці чутки». Про цей факт пише і Баррінгтон у своїх мемуарах.
Сучасники відзначали щедру натуру Фредеріка Лейтона, який, при цьому, не дозволяв нікому проникати в своє особисте життя. Як сказав один з його друзів художник Вільям Павелл Фрайт: «Я знайомий з Лейтоном вже 30 років і поки що не знаю його».

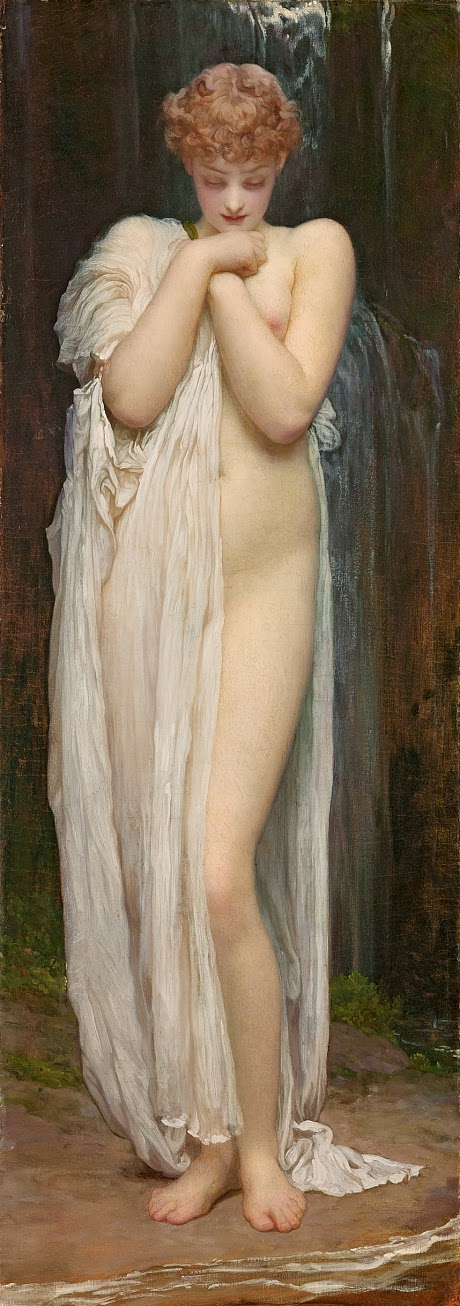
Дороті Дін на картині «Кренея», 1880, полотно, олія, 76,8 × 27,2 см, колекція Переса Симона, Мехіко

Дороті Дін переїхала в квартиру в Авонмор-Гарденс у Західному Кенсінгтоні, яка була розташована поблизу будинку Лейтона. До 1890 року Дін все ще жила зі своїми братами і сестрами в Клепемі. На думку Філіппи Мартін, причиною для переїзду сім'ї в нещодавно побудовану квартиру (за адресою 10 Avonmore Mansions) могла послужити анемія, яка мучила дівчину. Інтер'єр її квартири перегукувався з майстернею Лейтона, що для сучасників означало безпосередню участь художника у її оформленні. Дін була частою гостею у його будинку, в якому для моделей були окремі сходи до кімнати з каміном, де вони знімали одяг і позували художнику.
Британська мистецтвознавиця Філіппа Мартін писала про спільне перебування Лейтона та його моделі в Італії і висувала припущення, що ряд портретних фотографій Дороті Дін були зроблені в Сієні. В цей час в одному з листів про натурницю написано як про «чуттєву і колючу Трагічну Музу» (останні слова Мартін винесла в заголовок своєї статті про долю Дороті Дін). Газети неодноразово повідомляли про заручини Лейтона та його моделі. Філіппа Мартін, використовувала листи італійського художника Джованні Коста, близького друга Лейтона (деякі історики мистецтва до останнього часу вважали, що Лейтон був гомосексуалом, — його друг Джованні Коста був єдиним гостем, хто залишався у нього на ніч, — інші вважали, що художник був взагалі байдужий до сексу), натрапила на безліч вказівок на «дружину» Лейтона. Коста писав іншому англійському художнику, Джорджу Говарду, 9-му графу Карлайлу, що Лейтон був у Галереї Гросвенор, де він часто виставлявся в Лондоні, «без своєї дружини». Іншого разу він повідомляв, що повинен був відвідати Лейтона, але «його дружина тримає вітальню закритою для нас». «Я думаю, що нам, в XXI столітті, важко зрозуміти, наскільки проблематично було для члена Королівської академії, який спілкувався з членами королівської сім'ї, мати стосунки з кимось, хто виріс в бідності, у кого не було освіти і був сильний акцент кокні», — стверджувала журналістка Люсі Девіс, аналізуючи дані Філіппи Мартін. Вона зробила такий висновок: «Звичайно, він мовчав [про близькі відносини з Дін]… але, на мою думку, іншого пояснення немає». У 80-ті роки в пресі з'явилися повідомлення про те, що Лейтона «бачили в [театральному] залі під час багатьох її виступів, яким він голосно аплодував». Американська й австралійська преса надрукували репортаж лондонського кореспондента, в якому говорилося, що Лейтон «вклоняється землі, якою вона ступає» і «шалено закоханий». Філіппа Мартін вбачала або неабияку сміливість, або деяку наївність Дороті Дін за мірками вікторіанської Англії: вона позувала оголеною, не була одружена, з'являлася в громадських місцях у супроводі літнього прихильника, який відкрито протегував їй.
Лейтон, який до 48 років не вступив у шлюб, був, за твердженням Негев і Корена, «сучасним Адонісом» і «зразком моральності у вищому суспільстві». Він був незмінно щедрим до своїх моделей і художників-початківців, але один із сучасників художника писав: «Його доброта була механічною, голос чоловіка говорив з тобою, а не його серце». У листуванні Лейтон згадував про те полегшення, яке він відчував на самоті. Більшу частину своєї юності він був зачарований літньою жінкою — оперною співачкою Аделаїдою Сарторіс, котра померла в 1879 році. Негев і Корен вважали, що встановити ступінь близькості, що склалася між Лейтон і Дін, уже неможливо. Сестри Лейтона знищили листи, які могли б пролити світло на істину. Можна стверджувати лише, що натурниця стала його «значущою подругою», «можливо, їхні відносини були справді платонічними».
Дороті Дін була знайома з драматургом Джорджем Бернардом Шоу, який, як вважають деякі дослідники його творчості, використав її стосунки з Лейтоном як сюжетну основу для п'єси «Пігмаліон», пізніше адаптованої для мюзиклу Фредеріка Лоу «Моя прекрасна леді» й однойменного музичного фільму режисера Джорджа К'юкора. Британський дослідник театру Гаїль Маршалл називає Дороті Дін Галатеєю Фредеріка Лейтона. У нарисах «Наш театр», що вийшли друком у 90-тих роках, Шоу писав: «Я спізнився на Джульєтту міс Дороті Дін. Про це я сильно пошкодував. Міс Дін була молодою акторкою, у якої не було тієї краси, що така поширена на сцені і така даремна, але був той чесний реалізм, що так корисний для художників. Її мовлення мало незвичайні ознаки вдумливого розрахунку. У неї була пластична грація, вона серйозно ставилася до себе і до своєї професії, її виступи в головних ролях не були непопулярними. Загадка, що з нею стало? Студія негайно повернула собі обожнювану модель? Вона впала у прірву багатого шлюбу? Вона вимагала неможливих термінів? Чи то менеджери були вперті у своєму переконанні, що існує лише один безпечний тип акторки — жінка, у якої є почуття, але немає мізків».
Дін була присутня біля смертного ложа Лейтона в 1896 році. Його останній і незакінчений портрет Дін в образі вбитої горем німфи поклали на труну художника під час похорону. Він залишив Дороті 5000 фунтів стерлінгів (зустрічається також число 3000 фунтів) за заповітом і ще 5000 фунтів стерлінгів своїм сестрам для заснування фонду Дін для підтримки її самої, а також її братів і сестер після смерті художника. Це було набагато більше, ніж він залишив кому-небудь ще, і в перерахунку на 2014 рік становить до 1 000 000 фунтів стерлінгів. Без впливу і захисту Лейтона положення Дороті Дін похитнулося. Так, коли Дороті заручилася з Ентоні Крейном, сином ілюстратора Волтера Крейна, то батьки Крейна заборонили шлюб.

## Модель Федеріка Лейтона

### Перші картини Лейтона з Адою Еліс Пуллен

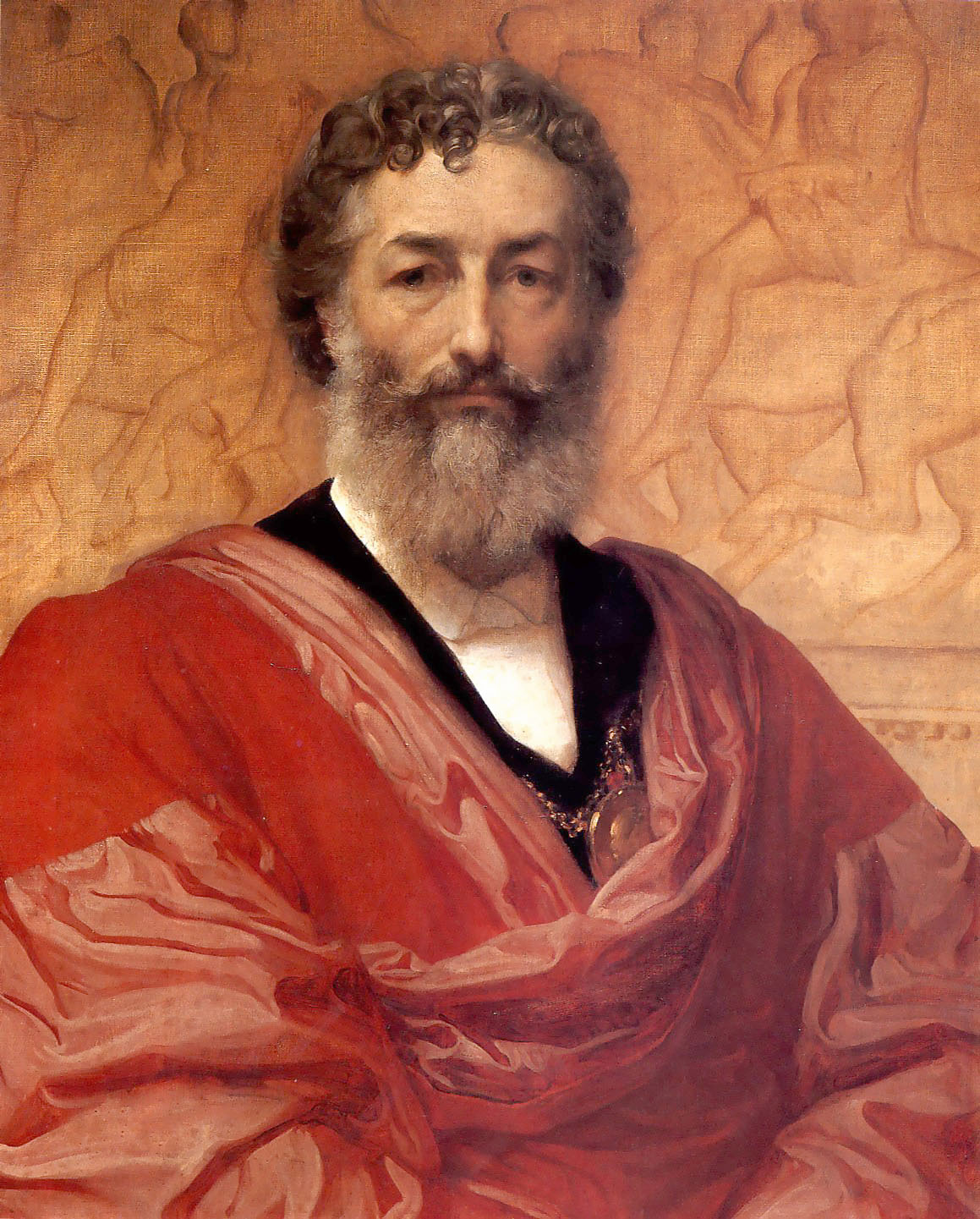
Фредерік Лейтон. Автопортрет, 1880, Галерея Уффіці

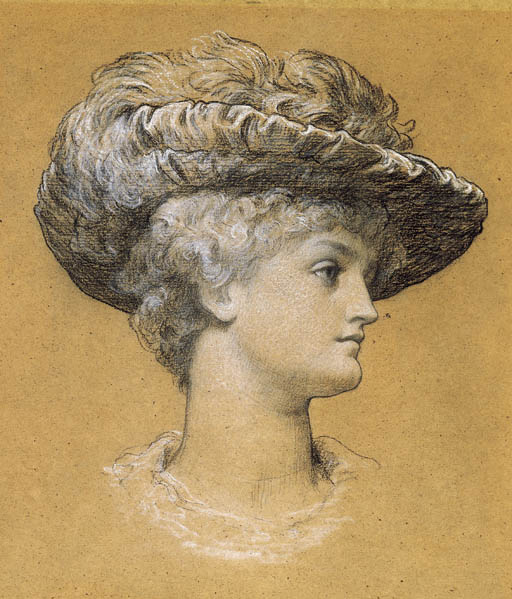
Безтурботне блукання в трансі тверезої думки (етюд), 1884, приватна колекція

Ранні картини Лейтона з Адою Еліс Пуллен — «Віола» (англ. «Viola», 1881, місцезнаходження невідоме), «Б'янка» (англ. «Bianca», близько 1881, 70 × 56,5 см, полотно, олія, Дім-музей Лейтона, Лондон, LH/P/OT/0363, придбана у Лейтона Альбертом Едуардом, принцом Уельським) і «Безтурботне блукання в трансі тверезої думки» (англ. «Serenely Wandering in a Trance of Sober Thought») — були медитативними портретами. У моделі густе темне волосся, «прекрасне біле обличчя» і «дуже красива шия» (мистецтвознавці відзначали, що художник захоплювався красою жіночого тіла, але часто зображував насильство щодо нього, бо на його полотнах шия «розтягувалась, скручувалася і викривлялась»). При цьому тіло Дороті вважалося дещо закоротким порівняно з головою і вона була досить маленького зросту як на професійну модель. Ця відсутність пропорцій, з точки зору мистецтвознавця, може пояснити, чому Лейтон спочатку не хотів використовувати її як натурницю для зображення в повний зріст. Так, Лейтон почав зображати свою модель в тонкому драпуванні й оголеною тільки в середині 1880-х років. Її поява в його класичних картинах збіглася з початком кар'єри дівчини як акторки, і ці дві події були тісно пов'язані.

### Основна модель художника на рубежі 80-х і 90-х

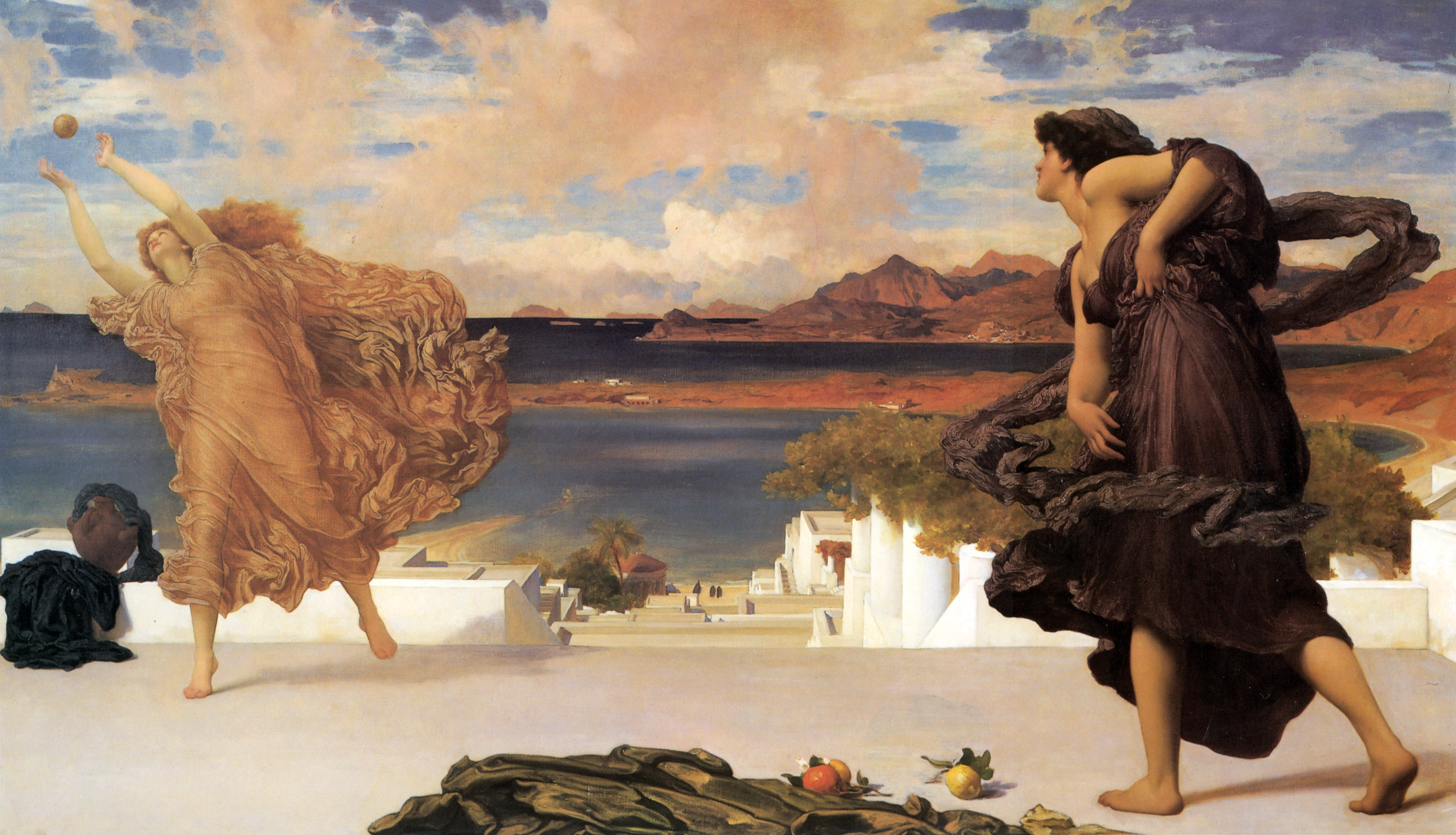
Фредерік Лейтон. Грецькі дівчата грають у м'яч, Інститут Діка

У 1880-х — на початку 1890-х років Ада Еліс Пуллен з'являлася на багатьох відомих картинах Лейтона, таких як «Грецькі дівчата грають в м'яч» (англ. «Greek Girls Playing at Ball», в образі дівчини, яка ловить м'яч, полотно, олія, 112,6 × 196 см, Інститут Діка, Кілмарнок), «Персей і Андромеда» (1891, полотно, олія, 235 × 129,3 см, Художня галерея Волкера), WAG 129), «Полонена Андромаха» (англ. «Captive Andromache», 1886—1888, полотно, олія, 197 × 406,5 см, Манчестерська художня галерея, в групі дітей зліва художник зобразив також молодшу сестру Дороті — Лену), «Купання Психеї» (англ. «The Bath of Psyche», до 1890, полотно, олія, 189,2 × 62,2 см, Британська галерея Тейт, Лондон, N01574, сучасники відзначали виняткову чуттєвість картини, ідеальні форми натурниці і "перловий колір її шкіри) і «Сад Гесперид» (англ. «The Garden of the Hesperides», 1892, 169 см в діаметрі, знаходиться в колекції Художньої галереї леді Левер в Порт-Санлайті). Її присутність на картині часто асоціювалася з глибокими і сильними почуттями, які характеризують пізні роботи Лейтона.
Талант Дороті Дін полягав в її умінні зайняти драматичну позу і передати сильні емоції за допомогою жестів та міміки. Це були ті якості, які зробили її моделлю картин Лейтона. Вона привнесла яскравість в художній світ живописця, пожвавила ідеалізований світ міфу глибиною почуттів і чуттєвістю, які раніше були відсутні в його роботах. Лейтон зображував Дороті Дін в декількох іпостасях, в тому числі як похмуру красу і в класичному оголенні, але її театральні таланти найбільш ефектно використовувалися в полотнах, на яких вона грала роль трагічної героїні. Наприклад, в картині «Останні чати Геро» (англ. «The Last Watch of Hero», 1887, полотно, олія, 60,3 × 91,7 см, Манчестерська художня галерея, картина придбана музеєм у самого художника, № 1887.9) її вираз обличчя і поза блискуче відображають напруженість і безпорадність героїні, яка чекає повернення коханця. На іншому полотні, «Полонена Андромаха», вона зображена самотньою фігурою, її бліда шкіра контрастує з темним плащем, вона застигла в нерухомій і медитативній позі, яка посилює пафос сюжету й ізоляцію героїні від натовпу навколо неї. Лейтон часто визнавав значущість натурниці у своїй роботі, коли писав групу картин, представлених публіці в 1887 році: «Я цілком завдячую… доброті цієї надзвичайно обдарованої молодої акторки міс Дороті Дін».

### Дороті Дін на пізніх картинах художників
Картина «Дух вершини» (англ. «The Spirit of the Summit», 1894, полотно, олія, 198,1 × 101,6 см, Художня галерея Окленда, Нова Зеландія) була показана на Літній виставці в Королівській академії разом з чотирма іншими роботами Лейтона, в центрі яких знаходилися жіночі персонажі. «Дух вершини» є твором, присвяченим чистоті людського духу. Полотно, на думку британського мистецтвознавця, свідчить про вірність Лейтона ідеалам мистецтва і краси. Цнотлива й струнка фігура в білому одязі велично сидить на засніженій вершині гори, дивлячись на зоряне небо. Пейзаж базується на малюнках, зроблених художником на гірському курорті Церматт в кантоні Вале на півдні Швейцарії восени 1893 року. Картина була натхненна полотном австрійського живописця Моріца фон Швінда і слідує німецькій пантеїстичній традиції зображення природи в мистецтві. Фігура Дороті Дін, яка позувала Лейтону, менш монументальна, ніж на полотні Швінда. Вона відповідає класичному ідеалу краси. Британський мистецтвознавець Рассел Еш порівнював героїню полотна з персонажами опер Ріхарда Вагнера.
Один з найяскравіших образів Дін створений в останній картині Лейтона «Клітія» (англ. «Clytie», 1895—1896, полотно, олія, 156 × 136 см, Дім-музей Лейтона, LH/P/OT/3015), яка представляє глядачеві історію нерозділеного кохання німфи до бога сонця Аполлона. Дін привнесла в цю історію пристрасть і чуттєвість. Вона зображена на колінах, з відкинутою назад головою і витягнутими руками в позі, що нагадує про фізичний та емоційний біль, поклоняючись призахідному сонцю. Лейтон змінив колір волосся своєї моделі з темно-коричневого на насичений темно-рудий, щоб доповнити золоті тони пейзажу, і перебільшив вигин її верхньої частини тіла і шиї, щоб підкреслити відчуття туги, втілене в фігурі. Ця робота, на думку британського мистецтвознавця, укладає в собі глибоку особисту віру Лейтона в силу краси і мистецтва. Іншу точку зору висловив старший куратор Дому-музею Лейтона в Лондоні Деніел Роббінс. На його думку, створюючи полотно, Лейтон ототожнював себе з Аполлоном, а сама картина відображала безнадійність становища, в якому з його вини виявилася Дороті Дін, що позувала для Клітії. Картина висловлювала каяття художника. Лейтон з сумом говорив перед смертю Мері Воттс, дружині Джорджа Фредеріка Воттса, що його зацікавленість у Дороті Дін «поставила її в незручне становище». Модель художника опинилася в ізоляції в тому суспільному колі, в яке її увів Лейтон. Дороті «асоціювалася з ним на шкоду собі й одночасно залежала від нього». Благальним жестом Клітії / Дороті, на думку Роббінса, Лейтон визнавав, що і для нього, і для його жінки виконання того, що «обіцяв Аполлон», назавжди залишиться недоступним. Роббінс вважав, що тема картини — не чоловіче домінування або перевага, а винуватість чоловіка.

### Дороті Дін на картині «Палаючий червень»
«Палаючий червень» — одна з найвідоміших і широко відтворюваних робіт Лейтона. Композиція картини «Палаючий червень» (англ. «Flaming June», полотно, олія, 120,6 × 120,6 см, 1895, Художній музей міста Понсе, Пуерто-Рико) має форму кола на квадратному полотні. Мистецтвознавиця Сьюзан Грейс Галассі вказувала, що тіло натурниці зображене в дуже складній позі, його положення передбачає енергію в стані спокою. Дівчина спить, але її тіло все одно напружене. Напівпрозоре драпування приховує тіло моделі, і його яскравий помаранчевий колір роблять тіло ще чуттєвішим, ніж повністю оголена скульптура Мікеланджело «Ніч» в капелі Медічі й еротична композиція «Леда і лебідь» невідомого послідовника Мікеланджело, які, можливо, надихнули Лейтона на створення картини «Палаючий червень». Перед мерехтливим морем поблизу лінії високого горизонту лежить на парапеті квітка олеандра, що нависає над головою жінки. Олеандр — отруйна квітка, популярна у поетів вікторіанської епохи. Коли Лейтон писав «Палаючий червень», у нього було захворювання серця — стенокардія. Деякі мистецтвознавці припускають, що олеандр вказує на передчуття Лейтоном своєї неминучої смерті. Інші припускають, що це вказує на небезпеку приреченого захоплення чоловіка недоступною або фатальною жінкою. За словами Лейтона, «Полум'яний червень» був натхненний «випадковою поведінкою стомленої моделі», — стверджували куратор європейського мистецтва Художнього музею в Понсе Пабло Перес д'Орс і автор книги про художника Рассел Еш. Останній зазначав, що художник свідомо зменшив всі другорядні елементи, щоб глядач зосередився на самотній постаті, моделлю для якої стала Дороті Дін.

Мистецтвознавець Мартін Постл в 1996 році спробував спростувати ніби незаперечний факт, що для картини позувала Дороті Дін. Він стверджував, що моделлю для цієї картини була Мері Ллойд, дочка респектабельного сільського сквайра. Мартін Постл наполягав, що вона більше схожа на дівчину, зображену на полотні, а свою роль у його створенні Мері приховувала, оскільки робота натурниці засуджувалася громадською думкою цієї епохи. Зазначалося, що сама Мері Ллойд в інтерв'ю Тһе Sunday Express в 1933 році, детально розповідаючи про свою кар'єру моделі, не згадувала про картину «Палаючий червень».

Дороті Дін на картинах Федеріка Лейтона
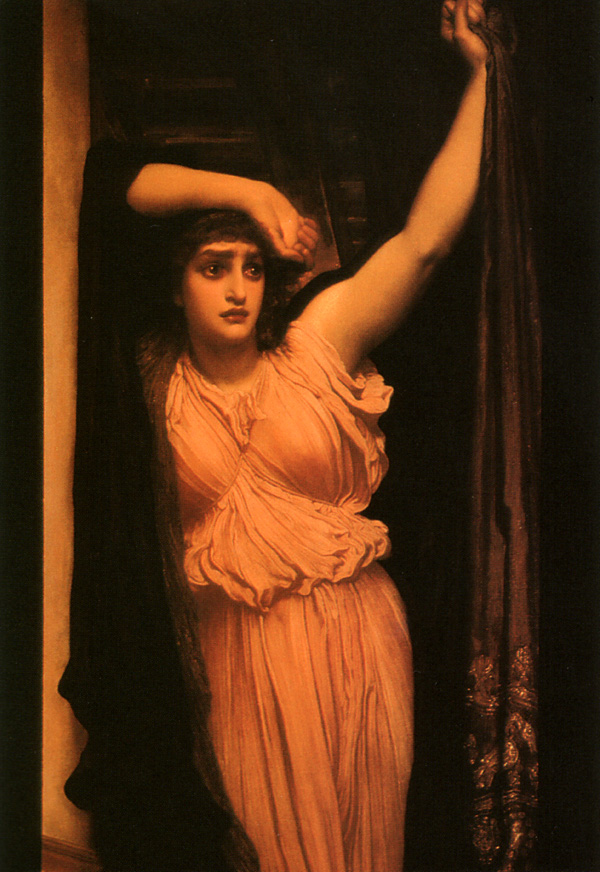
Останні чати Геро, 1880, Манчестерська художня галерея
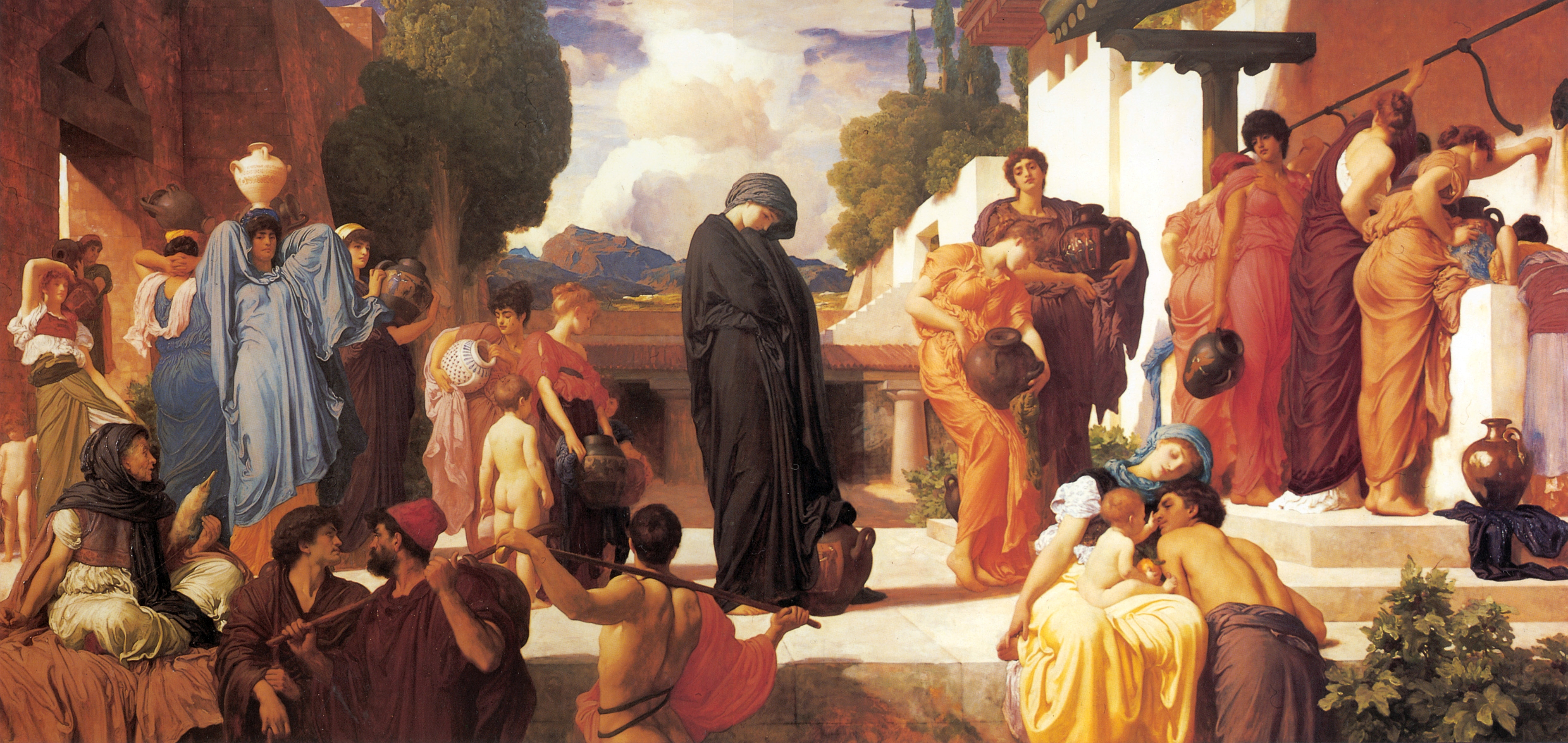
Полонена Андромаха, 1886-1888, Манчестерська художня галерея
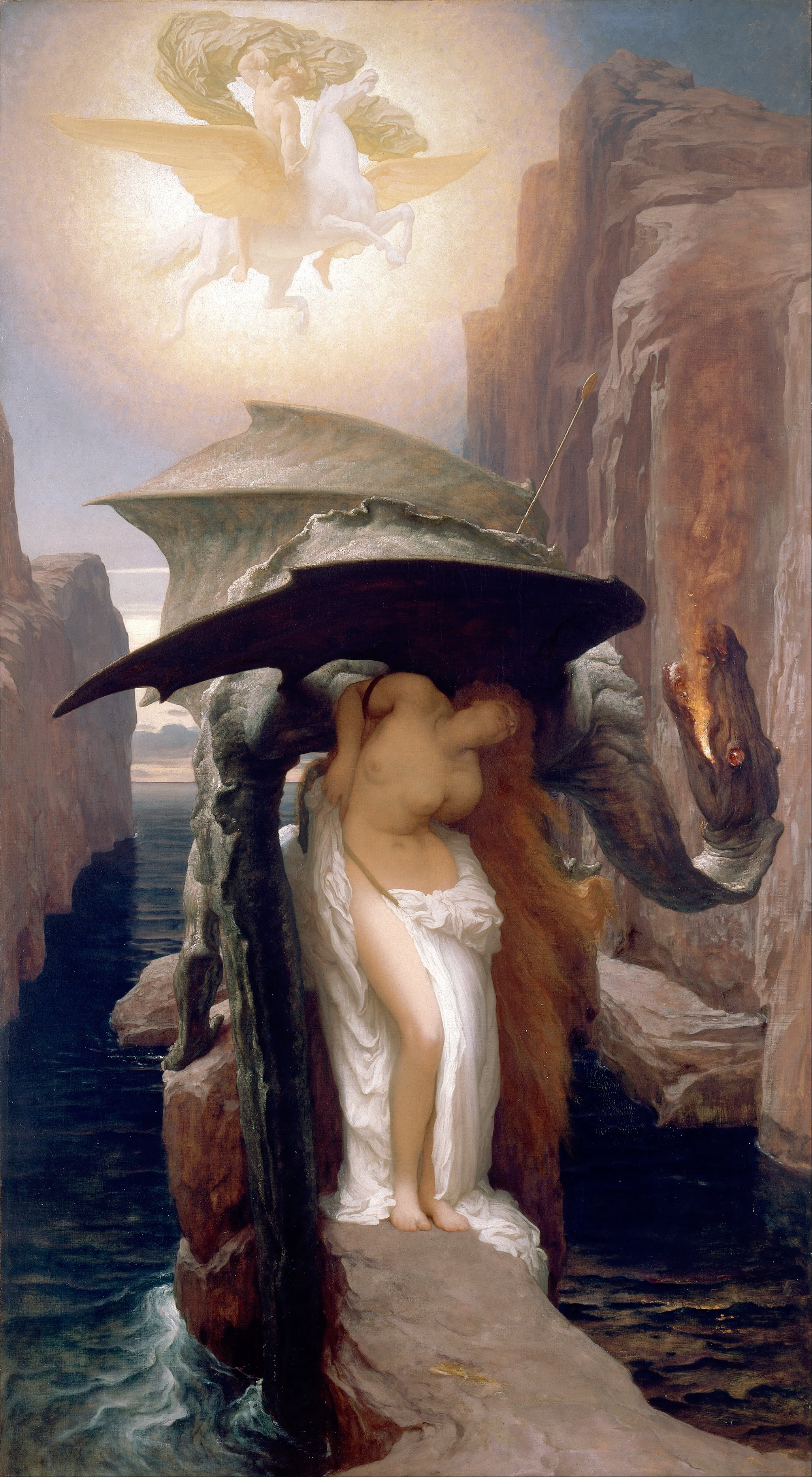
Персей і Андромеда, 1891, Художня галерея Волкера
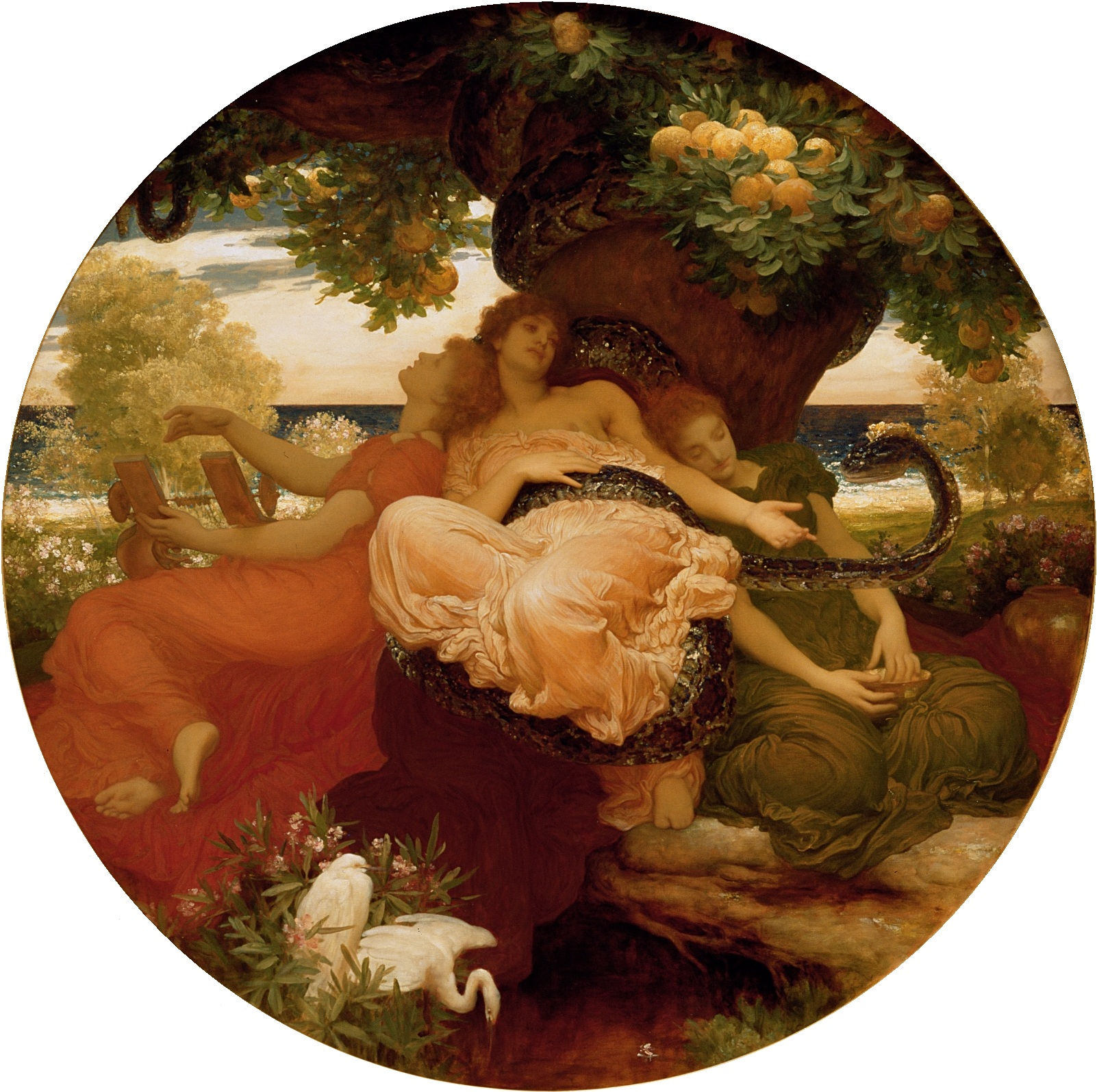
У саду Гесперид, 1892, Художня галерея леді Левер
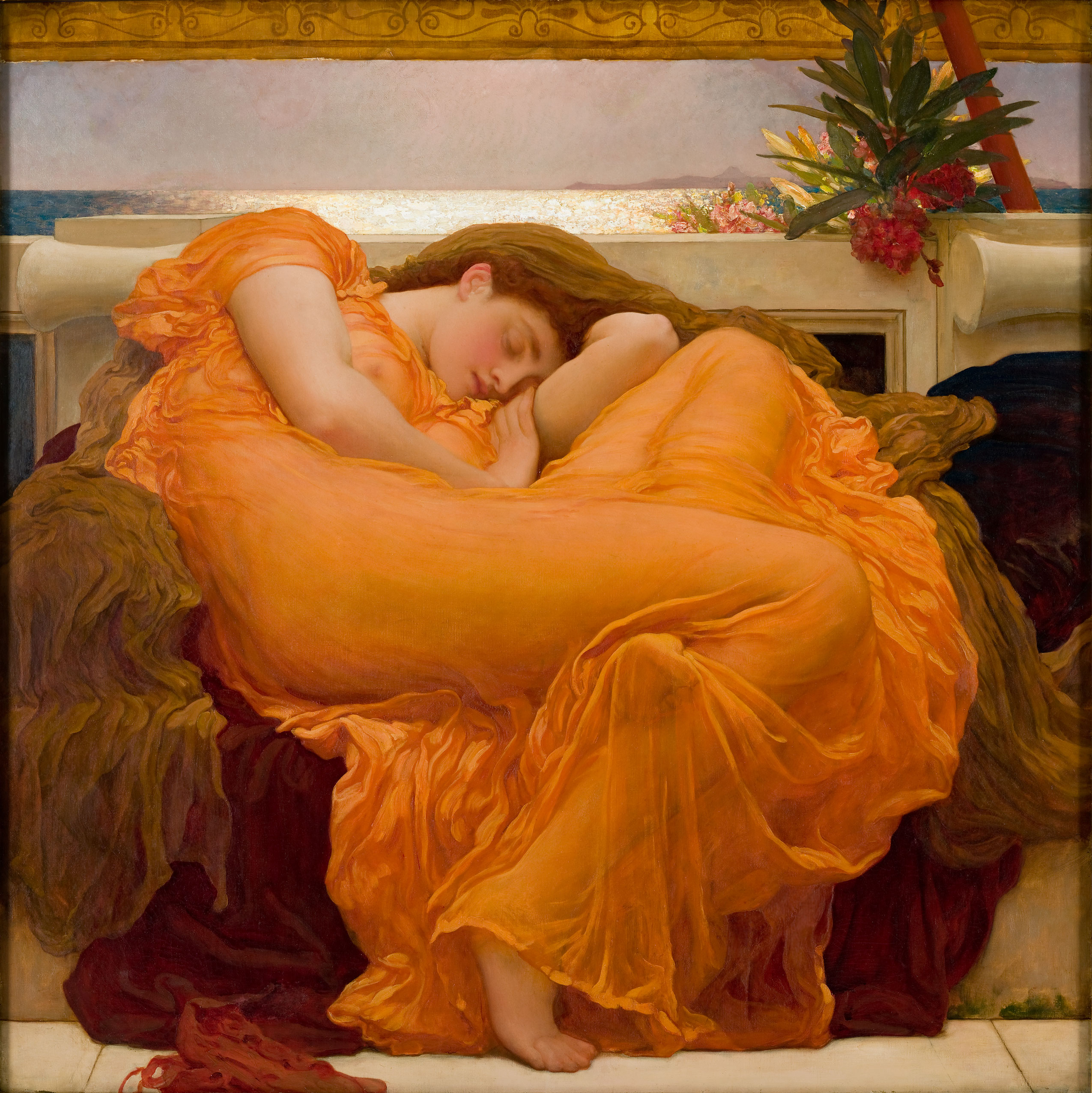
Палаючий червень, 1895, Художній музей міста Понсе
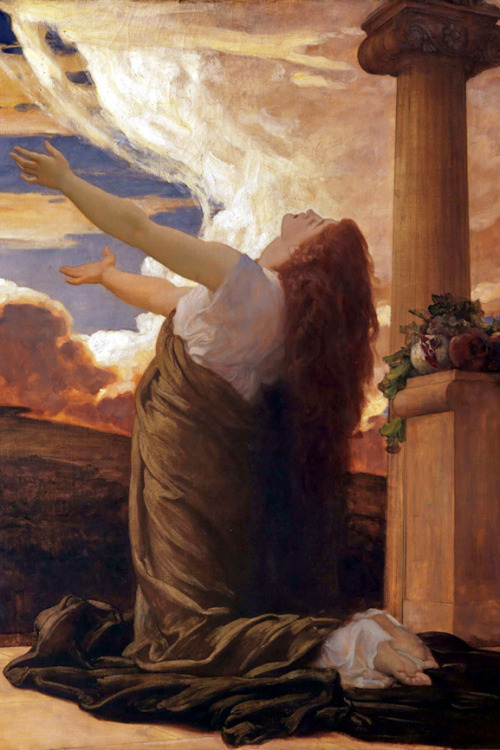
Клітія, 1895-1896, Дім-музей Лейтона

### Сестри Дороті Дін на картинах Фредеріка Лейтона
За словами Емілі Баррінгтон, до моменту зустрічі з художником сім'я Дороті Дін перебувала у «сумному становищі». Лейтон активно цікавився долею сестер-сиріт своєї улюбленої натурниці. Після смерті їхньої матері художник став вважати дівчат своїми прийомними дочками. Він найняв трьох сестер Дороті як натурниць. Едіт Елен (1865 року народження; сестри і молодший брат, що жили з Дороті, також змінили своє прізвище на Дін) позувала для картини «Спогади» (англ. «Memories», 1883, полотно, олія, 76,0 × 64,5 смприватна колекція), а Генрієтта (Гетті, народжена в 1867 році) — для картин «Симотея-Чарівниця» (англ. «Simothea the Sorceress») та «Прощання» (англ. «Farewell», полотно, олія, 159,3 × 67,3 см, Художня галерея в Кінгстон-апон-Галлі). Ізабель Елена (або, як її часто називали, «Лена», народжена 1873 року), молодша сестра, найчастіше з'являлася на його полотнах. Лейтон був зачарований її тонкими рисами обличчя і юністю. Лена зайняла місце іншої моделі-підлітка, Конні Гілкріст, яка позувала для полотен «Урок музики» (1877, олійний живопис на полотні, 93 × 95 см, Художня галерея Ґілдголла, Лондон) і «Вивчення манускрипту на підставці для читання» (1877, олійний живопис на полотні, 63 × 72 см, Садлі-гаус, Ліверпуль) у другій половині 1870-х років. Елена з'явилася в серії сентиментальних жанрових картин з участю дітей у 1880-х роках, в тому числі «Поцілунок сестри» (англ. «Sister's Kiss»), «Кошенята» (англ. «Kittens», дата невідома, 119,4 × 78,8 см, приватна колекція) та «Світло гарему» (англ. «The Light of the Harem», близько 1880, полотно, олія, 152,4 × 83,8 см, приватна колекція; для цієї картини також позувала Дороті Дін), а також у бронзовій статуї «Непотрібні тривоги» (англ. «Needless Alarms», 1886, 50,8 × 22,5 × 15,9 см, Британська галерея Тейт, N 05120), що зображує оголену дівчинку, налякану жабою.
Лейтон виставив «Непотрібні тривоги» в Королівській академії мистецтв в 1886 році. Художнику-прерафаеліту Джону Еверетту Мілле сподобалася статуетка, і після закінчення Лейтон подарував її йому. Лейтон створив ще одну статуетку, яку зберіг у своїй власній колекції. Бронзова статуетка зображає дівчинку, яка злякано дивиться через ліве плече на жабу. Дівчинка з тривогою піднесла руки до грудей — така поза дозволила Лейтону точно показати, з анатомічної точки зору, будову жіночого тіла. Співробітники Скульптурної галереї Боумана припустили, що моделлю могла служити і Дороті Дін.

Сестри Дороті пішли за нею в студію, на театральну сцену і в світське товариство. Згодом дві з них страждали на алкоголізм і померли молодими, одна дожила до 80 років. Негев і Корен відзначали у своїй книзі, що у відносинах Лейтона, похилої і впливової людини, з сестрами Дін (а деяких з них він малював оголеними з самого дитинства) є «щось некомфортне».

Сестри Дороті Дін на картинах Федеріка Лейтона
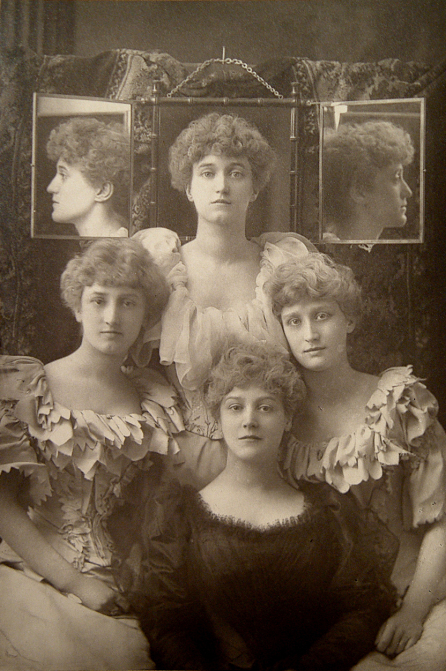
Студія W. & D. Downey. Дороті Дін з сестрами Едіт Елен, Гетті й Еленою, 1893
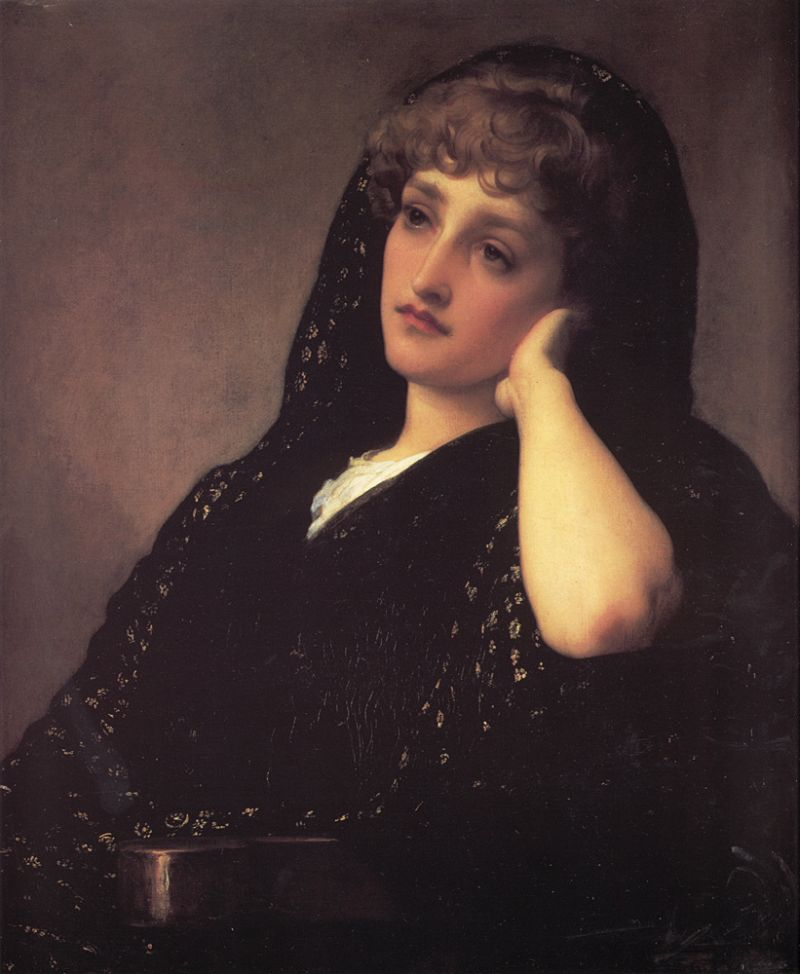
Спогади (Едіт Елен Дін), 1893, приватна колекція
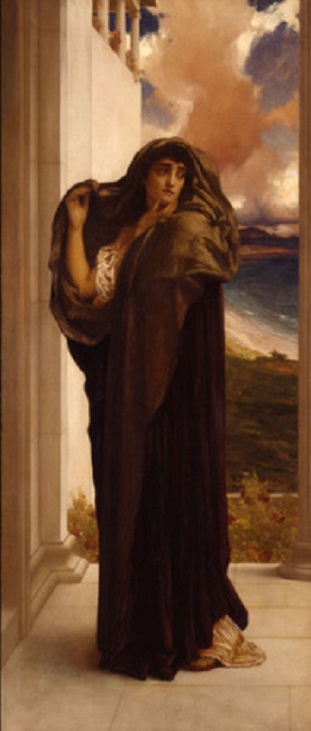
Прощання (Гетті Дін), Художня галерея в Кінгстон-апон-Галлі
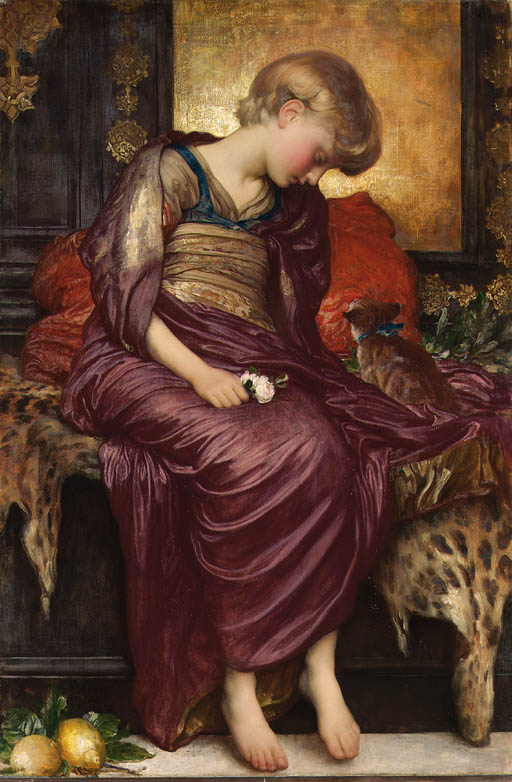
Кошенята (Елена Дін), приватна колекція
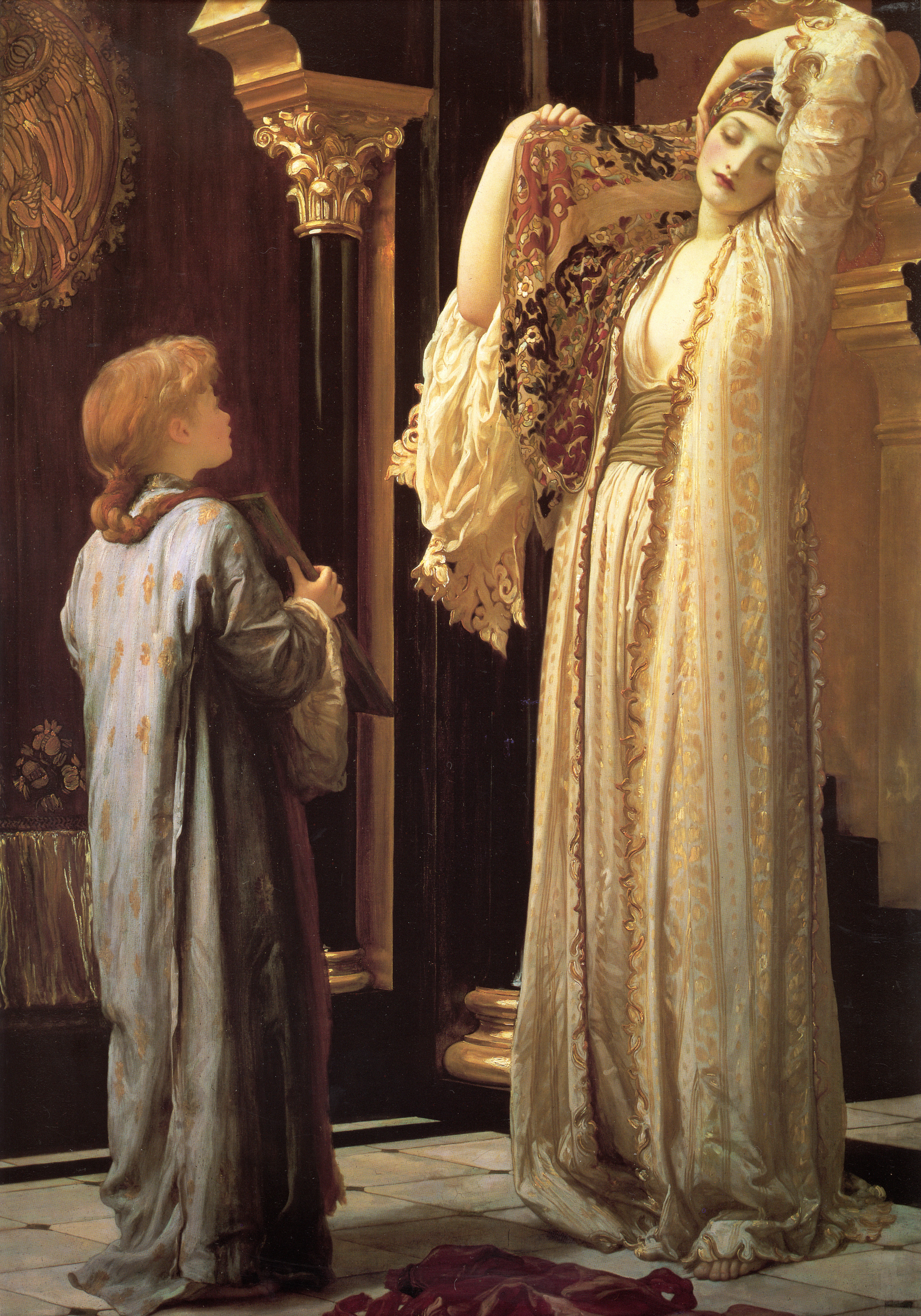
Світ гарему (Олена Дін), близько 1880, приватна колекція

## Дороті Дін та інші художники
Дороті Дін позувала Едварду Берн-Джонсу, Луїзі Старр Канціані, Джорджу Фредеріку Воттсу, Джону Еверетту Мілле, Валентину Принсепу, Герберту Густаву Шмальцу (одна з молодших сестер Дороті одружилася з ним) і Генрі Голідею. Філіппа Мартін у своїй статті «Трагічна муза» писала, що Дороті була моделлю «всіх сусідів або близьких друзів Лейтона». Художник часто скаржився, що йому не вдалося сфотографувати гідним чином риси обличчя своєї улюбленої натурниці. Два портрети дівчини кисті художника Джорджа Фредеріка Воттса сприймалися сучасниками (і самим Лейтоном) набагато краще, ніж портрети роботи Лейтона. На початку вісімдесятих Лейтон вперше почав виставляти власні картини Дін в Королівській академії, заохочуючи своїх друзів-художників використовувати її моделлю. Джон Еверетт Мілле і Джордж Фредерік Воттс були лише двома з художників його безпосереднього кола, які спробували свої сили в її зображенні. Так, Дороті позувала Воттсу для картини «Хульдра» (англ. «Uldra», полотно, олія, 66 × 53 см, Галерея Воттса). Вона зображена в образі надприродної істоти стародавньої скандинавської міфології, яку можна побачити крізь туман і бризки біля водоспаду. Ще одна картина, на якій художник зобразив улюблену модель свого друга — «Іде дощ кожного дня» (англ. «The Rain it raineth every Day», 1883, полотно, олія, 40,6 × 50,8, Йоганнесбурзька художня галерея), героїня якої відкинула в сторону книгу і стомлено дивиться в вікно.
«Портрет Дороті Дін» (англ. «Portrait of Dorothy Dene», не датований, полотно, олія, 66 × 53,5 см, підписаний художником — «G. F. Watts», приватна колекція) роботи Джорджа Фредеріка Воттса пішов з аукціону Сотбі за 37 500 фунтів стерлінгів у липні 2018 року. Це — другий, поясний портрет моделі. Вперше ж Дороті позувала художнику в березні 1888 року, коли він під час двогодинного сеансу створив зображення тільки її обличчя (ця картина також знаходиться в приватній колекції). Дороті Дін зображена також на картинах «Олімп на Іді» (англ. «Olympus on Ida», полотно, олія, 147,0 × 102,2 смкартина підписана і датована художником — «G F Watts 1885», Художня галерея Південної Австралії, № 20146P17) та «Надія») (англ. «Hope», 1885, полотно, олія, 142,2 × 111,8 см, Галерея Тейт, № 01640).

### Дороті Дін на картині Джорджа Фредеріка Воттса «Надія»
Воттс зазвичай працював над своїми алегоричними полотнами упродовж тривалого періоду часу, але картина «Надія» була завершена відносно швидко. Сам художник не залишив жодних записів щодо створення цього полотна, але на основі спогадів його близької подруги Емілі Баррінгтон виникло припущення, що послужила моделлю саме Дороті Дін. Риси обличчя натурниці приховані на картині Воттс широкою пов'язкою, але характерна лінія підборіддя і волосся дозволяють мистецтвознавцям зробити такий висновок.
Воттс шукав свіжий, відмінний від традиційного підхід до образу Надії. Він зобразив її сліпою, яка сидить на глобусі і грає на лірі з усіма зламаними струнами, крім однієї. Вона нахиляє голову, щоб розчути ледь чутну музику, але її зусилля здаються марними. Художнику вдалося створити атмосферу швидше смутку і відчаю, ніж надії. Меланхолія посилюється м'якістю кисті і напівпрозорим туманом, який огортає глобус. Для фігури Надії Воттс використав кілька сучасних йому джерел. Її поза порівнянна з сиреною Данте Габріеля Россетті в картині «Морські чари» 1877 року (колекція Гарвардського університету), а також нагадує про сплячі жіночі фігури Альберта Джозефа Мура у «Мрійниках» (1882, Міський музей і картинна галерея Бірмінгема). Голова, пов'язана на позначення сліпоти, може бути зіставлена з алегоричною фігурою Фортуни в «Колесі Фортуни» Едварда Берн-Джонса (близько 1871, Дім-музей і художня галерея Туллі, Карлайл), ця картина деякий час належала Воттсу. Джордж Фредерік Воттс створив дві версії «Надії». Оригінал знаходиться в приватній колекції. Друга версія була подарована художником Галереї Тейт у 1897 році. Припускають, що учень художника Сесил Шотт почав цю картину, відповідно до студійної практики того часу, а Воттс продовжив її, досить швидко завершивши полотно. Емілі Баррінгтон, часта відвідувачка студії Воттс, писала, що друга версія справляє більше враження, ніж перша.

Сам Воттс також вважав, що друга версія краща, і представив її у 1889 році на виставці в Музеї Південного Кенсінгтона і на виставці в Парижі. У цій картині дівчина виглядає загадково. Воттс опустив присутню в першому варіанті зірку — єдину нотку оптимізму, розташовану у верхній частині картини. Висловлювалося припущення, що пригнічений настрій автора мій передавати особисту трагедію самого Воттса (смерть однорічної дитини його прийомної дочки Бланш). Картина була добре прийнята критиками і виявилася надзвичайно популярною у публіки.

Дороті Дін на картинах Джорджа Фредеріка Воттс
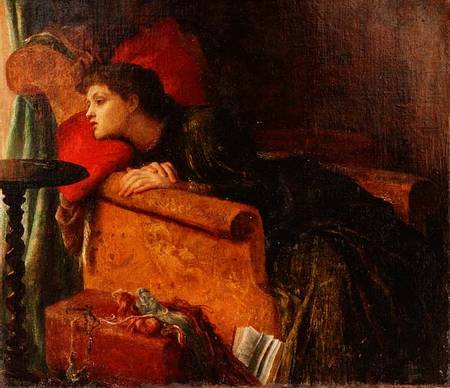
Дощ йде кожен день, 1883, Йоганнесбурзька художня галерея
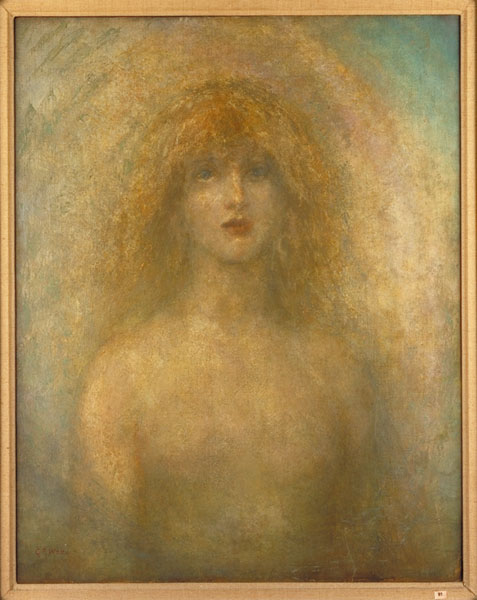
Хульдра, Галерея Воттса
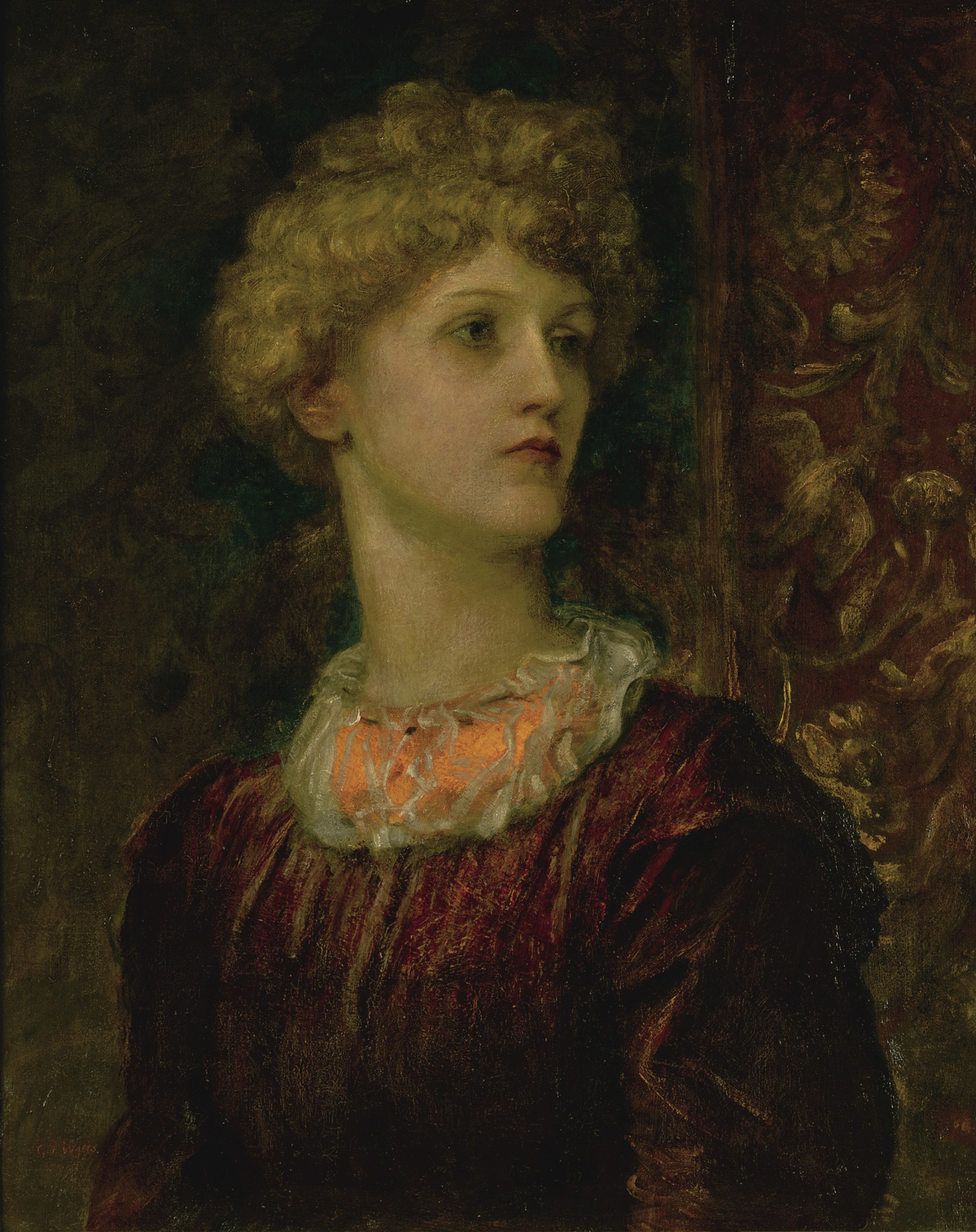
Портрет Дороті Дін, приватна колекція
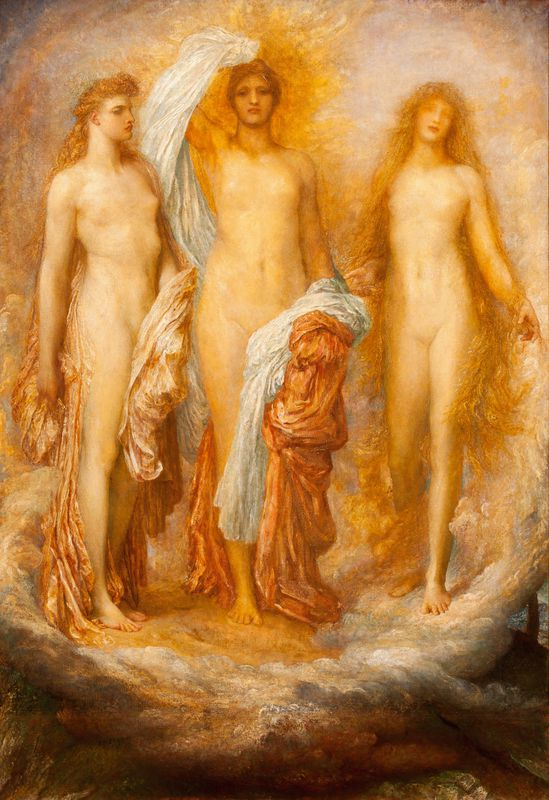
Олімп на Іді, 1885, Художня галерея Південної Австралії
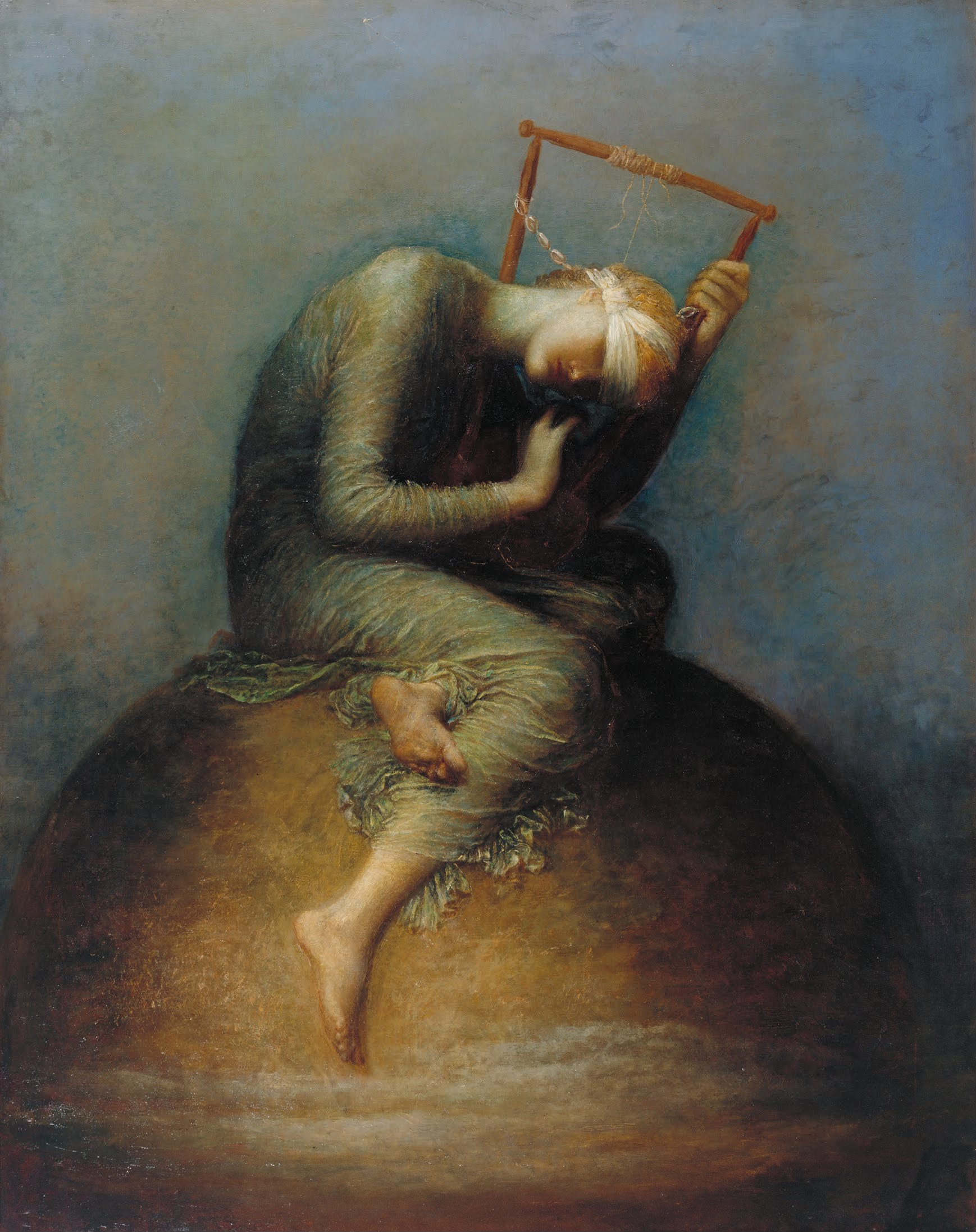
Надія, 1885, Галерея Тейт

### Дороті Дін на картині Едварда Берн-Джонса «Золоті сходи»

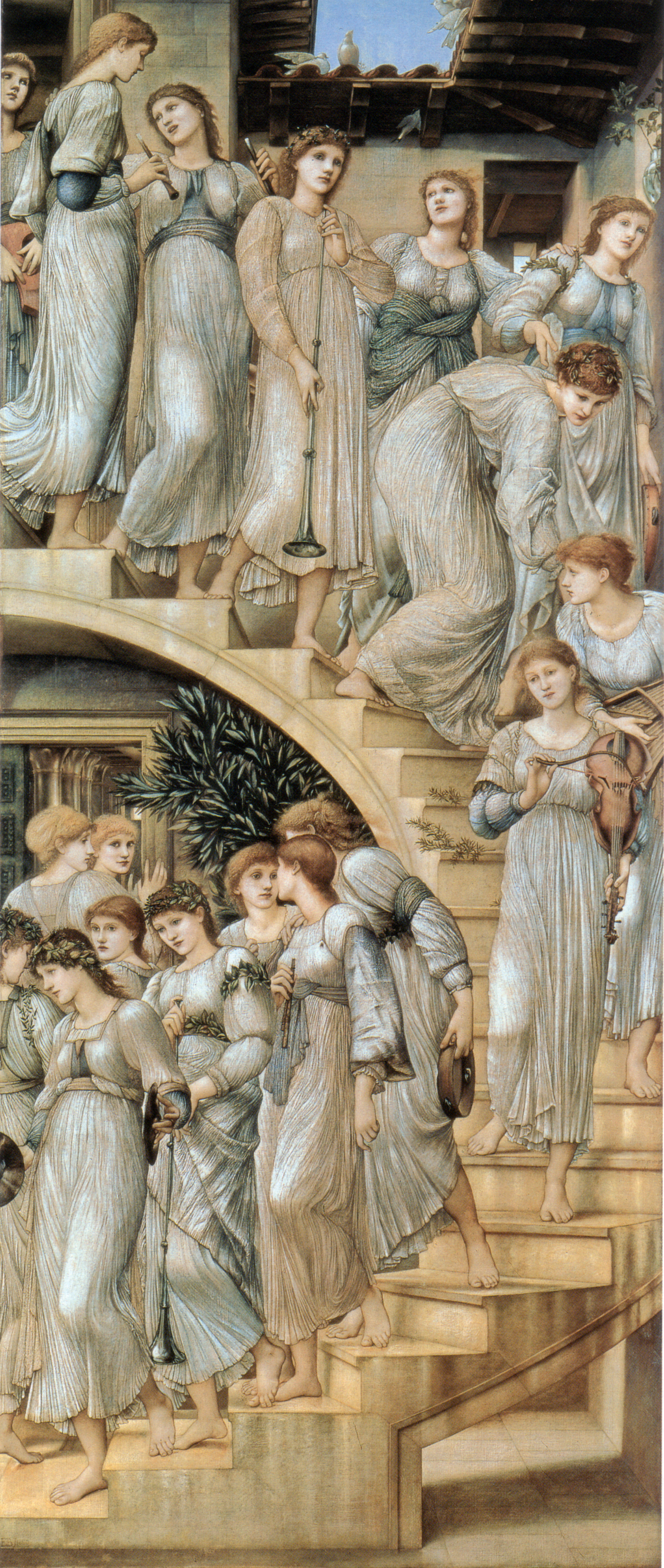
Едвард Колі Берн-Джонс. Золота сходи, 1880, Галерея Тейт

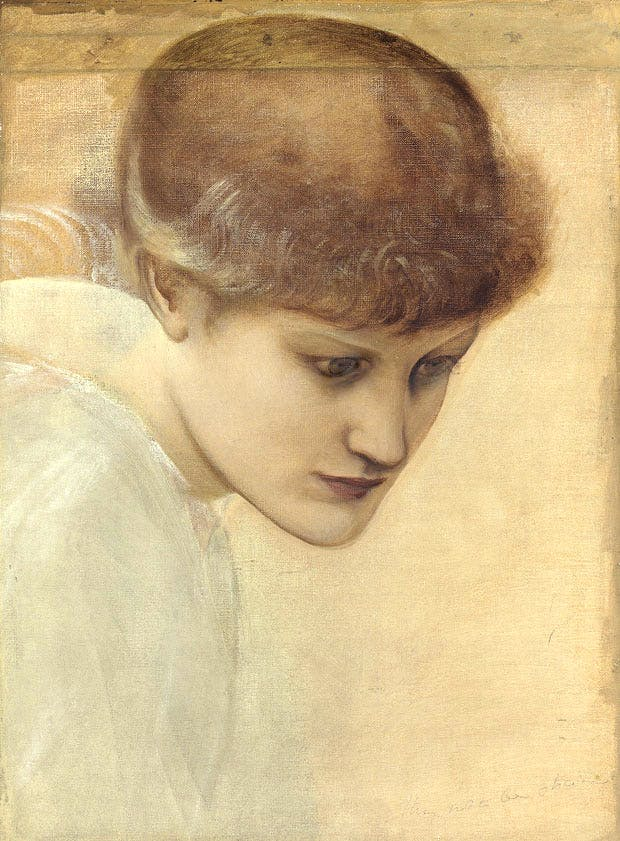
Едвард Берн-Джонс. Ескіз до картини «Золоті сходи» (портрет Дороті Дін), приватна колекція

У 2016 році в пресі і мистецтвознавчих журналах з'явилося повідомлення, що Дороті Дін була ідентифікована на відомій картині Едварда Берн-Джонса «Золоті сходи» (англ. «The Golden Stairs», 1880, полотно, олія, 269,2 × 116,8 см, Галерея Тейт). Одна з дівчат на середині сходів, у напівнахиленій позі, до цього вважалася акторкою Едіт Честер. Мистецтвознавці Christie's переконливо довели, що це — Дороті Дін. З'ясувалися деталі з листа Метью Вебба, одного з асистентів в студії Берн-Джонса, до Френка Чепмена, вікторіанського підприємця, який придбав два ескізи до картини художника. У листі згадується Дін: Вебб просив 5 фунтів за ескіз до цієї картини, на якому вона зображена (англ. «Head study of Dorothy Dene looking downwards, for „The Golden Stairs“», полотно, олія, 43,2 × 32,4 смприватна колекція) (Чепмен купив обидва ескізи за 7,10 фунтів). Ескізи і лист зберігалися в родині Чепмена. Етюд, на якому зображена Дороті Дін, був виставлений на аукціоні за 30—50 тисяч фунтів стерлінгів.
На початку 1880 року Берн-Джонс просив свого друга аристократа, політика і художника-аматора Джорджа Говарда, 9-го графа Карлайла знайти йому «милу невинну дівицю або двох [щоб заповнити] сходи на картині». Полотно було закінчено в поспіху — всього за кілька днів до відкриття виставки. Сучасник Берн-Джонса, художній критик і художник Фредерік Джордж Стівенс назвав картину «безперечним шедевром художника». Група дівчат в класичних костюмах з віолами, довгими трубами, бубнами і флейтами спускається по сходах «немов примари, в зачарованому сні…». Берн-Джонс обмежив свою палітру тональним поєднанням білого кольору, срібла і золота, посилюючи ритмічний фризоподібний аспект композиції, в той час як сходи і дівчата утворюють змієподібну лінію. На думку оглядача журналу Apollo, це архетип естетичної концепції «Мистецтво заради мистецтва». Кураторка Тейт Елісон Сміт розглядала картину як спробу художника передати ідею «відповідності» між живописом і нотним записом або метром у поезії.
На картині «Золоті сходи» крім Дороті Дін зображені дочка художника Маргарет, Мей Морріс (молодша дочка дизайнера і художника-прерафаеліта Вільяма Морріса і його дружини — моделі Джейн Берден), Френсіс Грем і Мері Гладстон, а також Мері Стюарт Вортлі, пізніше графиня Лавлейс (1848—1941).

## Дороті Дін на фотографіях і літографіях
До кінця 1880-х обличчя Дороті Дін з'явилося в газетах, на сигаретних картках і в роздрібному продажі у вигляді серії колекційних фотографій. Серед фотографів, які закарбували дівчину, співробітники студій особистого фотографа королеви Вікторії Вільяма Дауні W. & D. Downey (NPG Ax16153) і Elliott & Fry (NPG x193423), заснованої в 1863 році Джозефом Джоном Елліоттом та Кларенсом Едмундом Фраєм, англійський художник і фотограф голландського походження Генрі ван дер Вейде (відомий як піонер у використанні електричного світла у фотографії), а також італійський фотограф Паоло Ломбарді (NPG x128419). В колекції музею Метрополітен у Нью-Йорку знаходяться кілька кольорових літографій з двох серій «Яхта кольорів світу» (№ 91, 140) з Дороті Дін в образі юнги, випущених тютюновою компанією Duke Sons & Co. (1889 і 1890 років випуску, № 63.350.204.91.11, 63.350.207.140.12, 63.350.207.140.13).

Дороті Дін на фотографіях
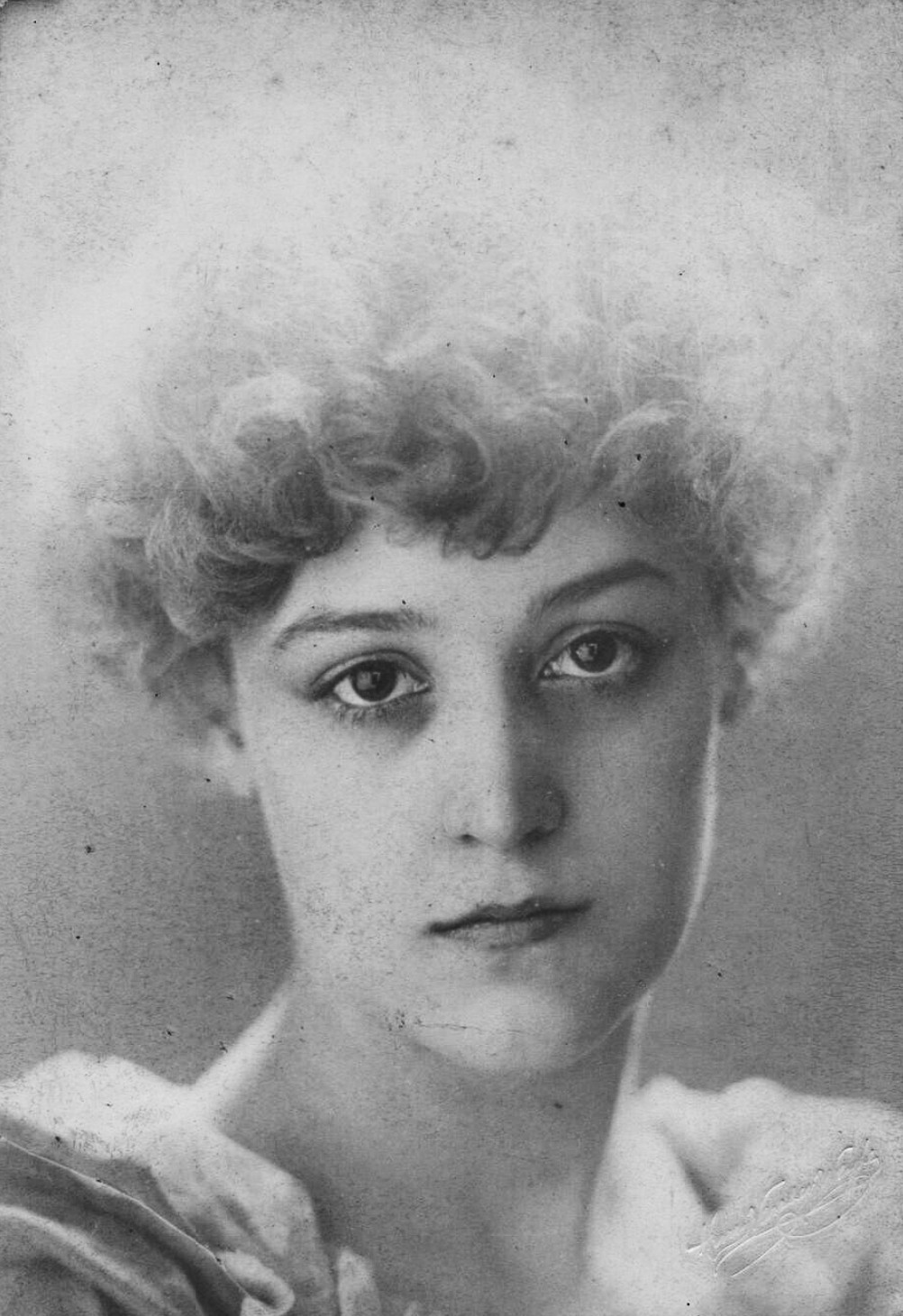
На фотографії Генрі Ван дер Вейде, 1880-е
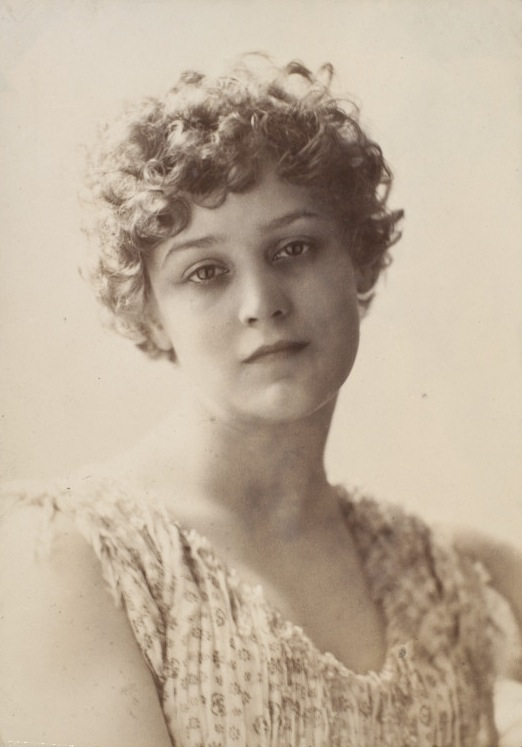
На фотографії Генрі Ван дер Вейде, близько 1885
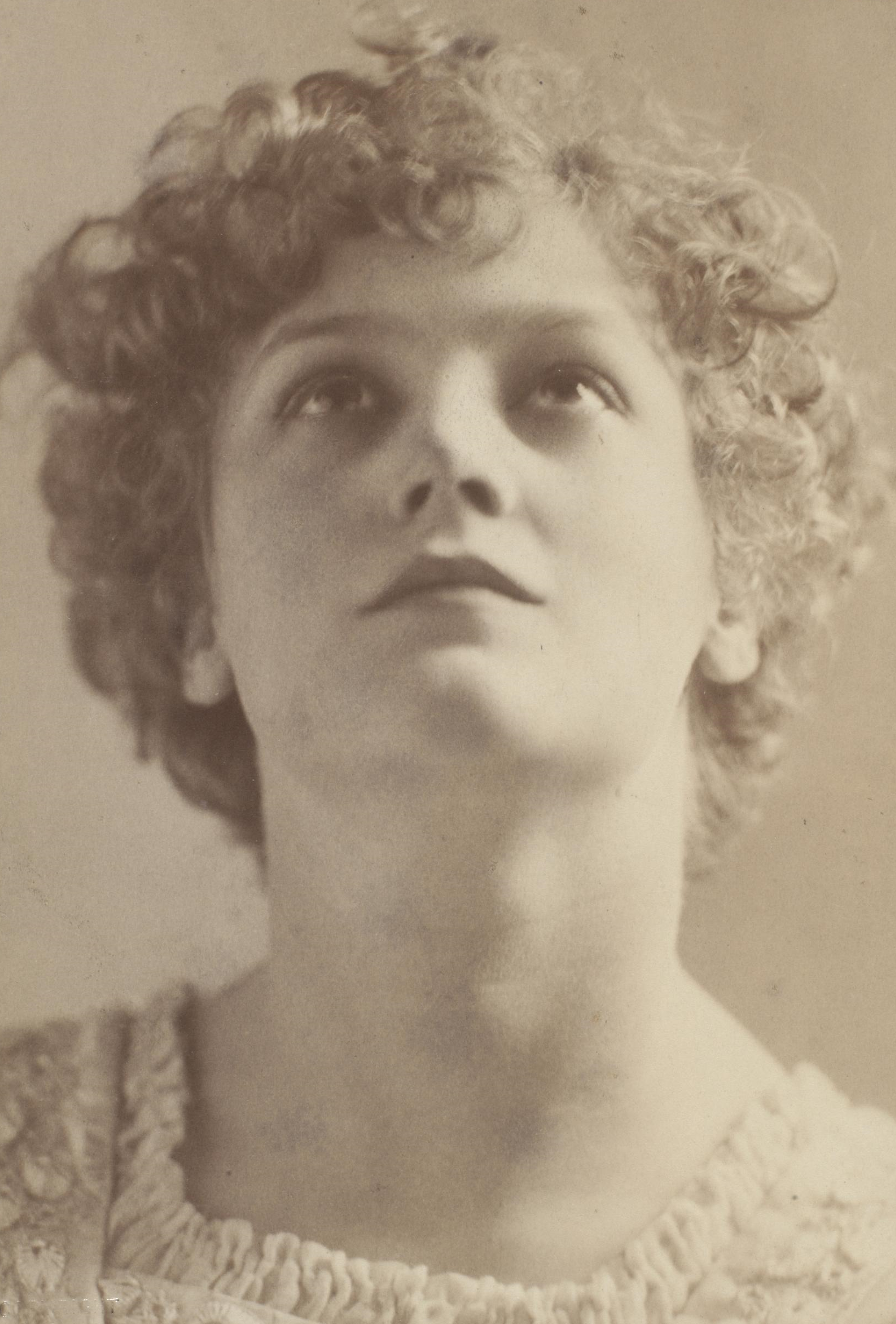
На фотографії Генрі Ван дер Вейде, до 1899
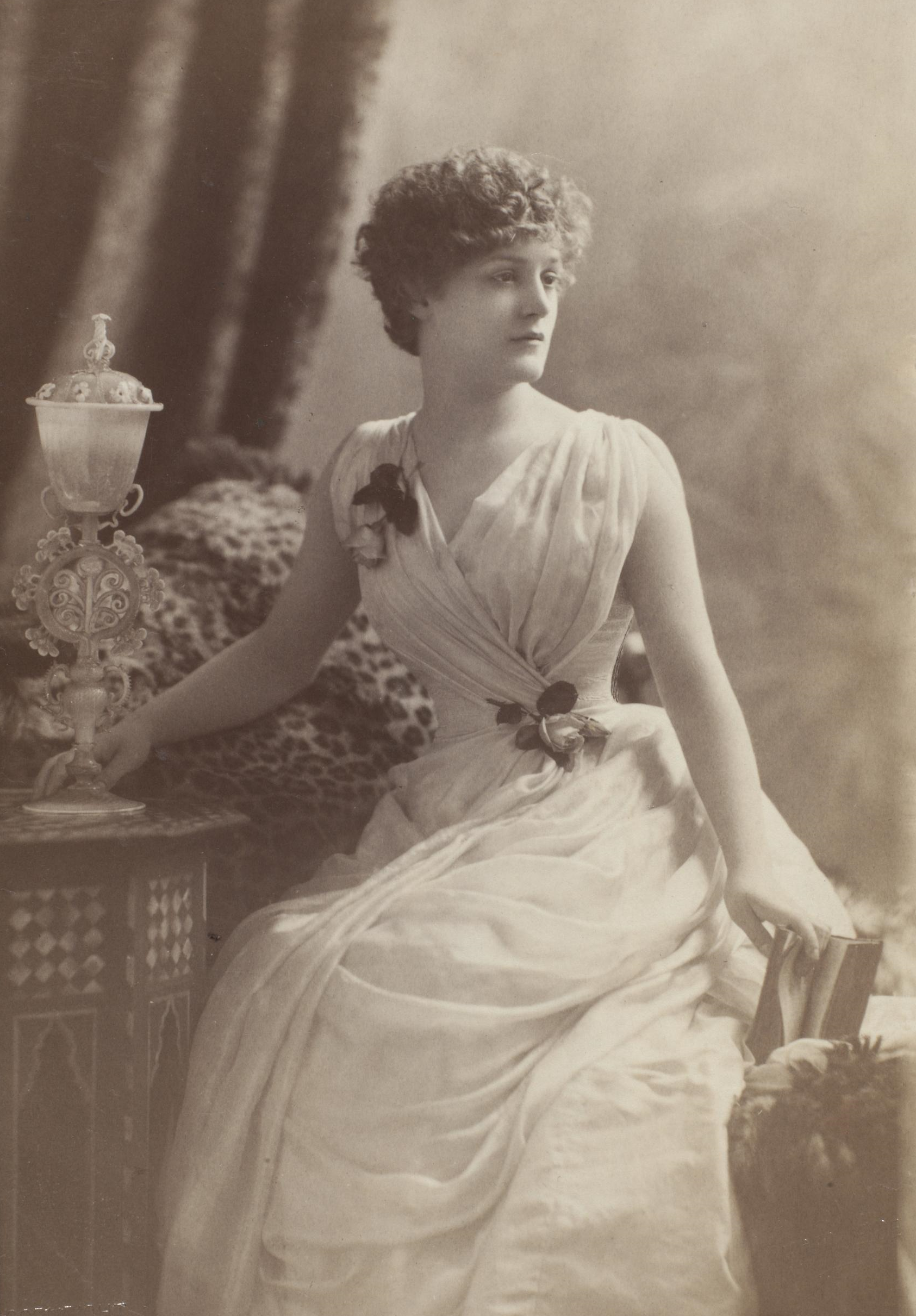
На фотографії Генрі Ван дер Вейде, до 1899
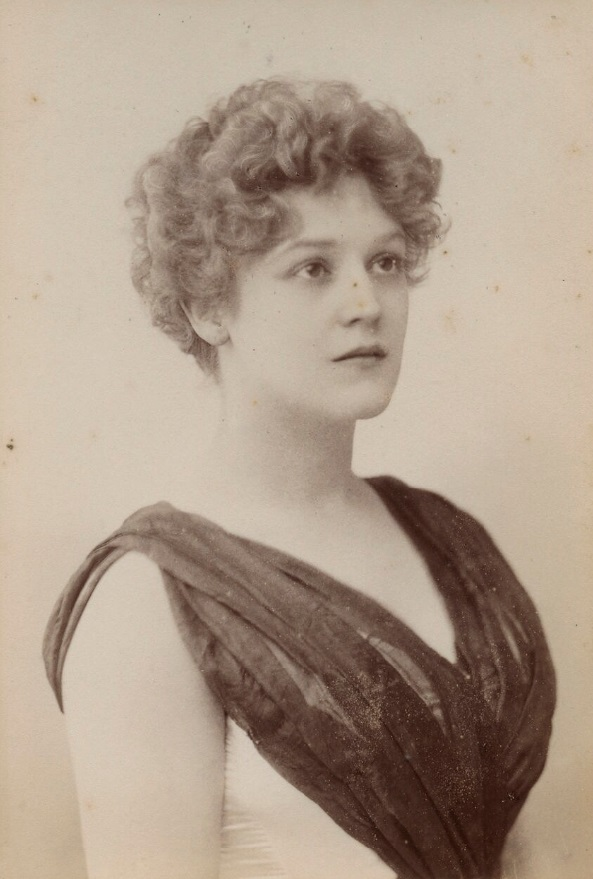
На фотографії студії W. & D. Downey, 1880-ті

## Дороті Дін у художній літературі
У 2012 році нідерландська письменниця Анна А. Ріс випадково натрапила в інтернеті на картину «Полум'яний червень» Фредеріка Лейтона і зацікавилася долею моделі, зображеної на ній. Вона працювала над романом «Сурогат» (нід. «Surrogaat», 2018), присвяченим Дороті, упродовж п'яти (чи шести) років. Ріс побувала в Лондоні, а ключові сцени роману вона написала в приміщенні колишньої студії, де Дороті позувала Фредеріку Лейтону. Письменниця відвідала могилу Дороті. «Щоб познайомитися з Дороті, я проникла в її шкіру і життя», — стверджувала вона. Ріс говорила: «У мене було плаття, зшите, як у Дороті, з тканин, які використовувалися в той час. В цьому платті я гуляла по Лондону і побувала там, де жила Дороті». Письменниця, за її словами, використовувала реальні факти життя натурниці, але, користуючись тим, що деякі епізоди з біографії Дін невідомі, перетворила історію її життя на роман. Розкриваючи сюжет роману, Ріс стверджувала: «Вона [Дороті] шукала кохання все своє життя. На жаль, вона не розуміла, що ця любов завжди була поруч».